# كريستوفر ريف
كريستوفر دولييه ريف (بالإنجليزية: Christopher D'Olier Reeve)  (25 سبتمبر 1952 - 10 أكتوبر 2004) ممثل أمريكي حقق النجومية بعدد من الأدوار الشهيرة. ومن أهم أدواره كان بتصويره شخصية دي سي كوميكس الكلاسيكية سوبرمان، بداية من فيلم سوبرمان (1978) الذي فاز بجائزة بافتا.
ظهر ريف في أفلام أخرى لقيت استحسان النقاد مثل البوسطنيون (1984)، ستريت سمارت (1987) بقايا اليوم (1993). وحصل على جائزة نقابة ممثلي الشاشة وجائزة غولدن غلوب عن أدائه في الفيلم التلفزيوني «النافذة الخلفية» (1998).
أصيب ريف بشلل رباعي في 27 مايو 1995 بعد أن سقط من ظهر حصان خلال مسابقة الفروسية في كولبيبر، فرجينيا. ظل لبقية حياته مقعدا في كرسي متحرك وبحاجة إلى جهاز تهوية محمول. وعمل نيابة عن الأشخاص الذين يعانون من إصابات في النخاع الشوكي للدفع بأبحاث الخلايا الجذعية الجنينية البشرية إلى الأمام، وأسس مؤسسة كريستوفر ريف وشارك في تأسيس مركز أبحاث ريف-إيرفاين.

## نبذة
كان كريستوفر دولييه ريف ممثلًا وناشطًا ومخرجًا ومؤلفًا أمريكيًا. جمع العديد من الاعتمادات المسرحية والسينمائية في حياته المهنية التي استمرت 34 عامًا، لعب دور الشخصية الأساسية في سلسلة أفلام سوبرمان (1978–1987). فاز بجائزة الأكاديمية البريطانية للأفلام، وجائزة إيمي، وجائزة جرامي وجائزة نقابة ممثلي الشاشة. كما كان معروفًا بنشاطه.
ولد في مدينة نيويورك ونشأ في برينستون (نيو جيرسي). اكتشف ريف شغفه بالتمثيل والمسرح في سن التاسعة. درس في جامعة كورنيل ومدرسة جوليارد وقدم أول عرض له في برودواي في عام 1976. حصل على دور الشهرة في شخصية سوبرمان في فيلم سوبرمان (1978) وأجزائه الثلاثة التالية (1980–1987). بعد ذلك، رفض ريف أدوارًا متعددة في أفلام ذات ميزانية كبيرة، مركزاً بدلاً من ذلك على الأفلام المستقلة والمسرحيات ذات الشخصيات المعقدة. وظهر في أفلام ناجحة نقدياً مثل مكان ما في الزمن (1980)، Deathtrap (1982)، The Bostonians (1984)، Street Smart (1987)، وبقايا اليوم (1993)، وفي المسرحيات Fifth of July على برودواي وThe Aspern Papers في مسرح ويست إند في لندن.
ابتداءً من الثمانينيات، كان ريف ناشطًا في حقوق الإنسان وحرية التعبير الفني. في عام 1995، أصيب ريف بالشلل من الرقبة إلى الأسفل بعد أن سقط من حصان أثناء مسابقة فروسية في كولبيبر (فيرجينيا). استخدم كرسيًا متحركًا وجهاز تنفس لبقية حياته. بعدها أصبح ناشطا لدعم بحوث إصابات الحبل الشوكي، بما في ذلك بحوث الخلايا الجذعية الجنينية البشرية، ولتحسين تغطية التأمين للأشخاص ذوي الإعاقة. شملت أعماله قيادة مؤسسة كريستوفر و دانا ريف وتأسيس مركز أبحاث ريف-إرفين.
أخرج ريف In the Gloaming (1997)، ومثل في النسخة التلفزيونية الجديدة من Rear Window (1998)، وظهر مرتين في السلسلة التلفزيونية ذات طابع سوبرمان سمولفيل (2003). كما كتب كتابي سيرة ذاتية: Still Me (1998) وNothing Is Impossible: Reflections on a New Life (2002). توفي في عام 2004 من قصور القلب في مستشفى بالقرب من منزله في مقاطعة ويستشستر، نيويورك.

## النشأة والتعليم
ولد ريف في 25 سبتمبر 1952، في مدينة نيويورك، وهو ابن باربرا بيتني لامب، محررة مساعدة في تاون توبكس، وفرانكلين د'ولير ريف، معلم وروائي وشاعر وباحث. العديد من أسلافه كانوا في أمريكا منذ أوائل القرن السابع عشر، وقد كان بعضهم على متن سفينة المايفلاور. كان من الجيل الثاني عشر من نسل ويليام برادفورد، حكم خمس مرات مستعمرة بليموث. جاء أجداد ريف الآخرون من الأرستقراطية الفرنسية. لأكثر من 25 عامًا، كان جده الكبير، فرانكلين د'ولير، الرئيس التنفيذي لشركة برودنشيال للتأمين. كان عمه الكبير، فرانكلين د'ولير جونيور، متزوجًا من مارغريت وينفريد لي، الخالة من طرف الأم للسيدة الأولى للولايات المتحدة جاكلين كينيدي.
تطلق فرانكلين وباربرا في عام 1956، وانتقلت مع كريستوفر وأخيه الأصغر بنجامين إلى برينستون (نيو جيرسي)، حيث درسوا بمدرسة شارع ناسو ثم مدرسة برينستون اليومية (PDS). تزوج والداه مرة أخرى؛ وكان لديه خمسة إخوة غير أشقاء وعدة إخوة. تفوق ريف أكاديمياً ورياضياً وعلى المسرح؛ كان على قائمة الشرف ولعب كرة القدم والبيسبول والتنس والهوكي. كما عزف على البيانو وغنى في جوقة كسوبرانو.
كان لريف علاقة صعبة مع والده فرانكلين. كتب في عام 1998 أن "حب والده لأطفاله كان يبدو دائمًا مرتبطًا بالأداء" وكان يضغط على نفسه ليظهر أكبر مما كان عليه بالفعل من أجل الحصول على موافقة والده. بين عامي 1988 و1995 بالكاد تحدث الاثنان مع بعضهما البعض، لكنهما تصالحا بعد حادث الشلل الذي تعرض له رييف.
وجد ريف شغفه بالتمثيل في عام 1962 عندما كان في التاسعة من عمره عندما تم اختياره في نسخة للهواة من أوبريت The Yeomen of the Guard؛ كان هذا هو الأول من بين العديد من المسرحيات الطلابية. وتم ترسيخ اهتمامه عندما كان في الخامسة عشرة من عمره، حيث قضى صيفاً كمتدرب في مهرجان مسرح وليامزتاون في ويليامزتاون.
بعد تخرجه من PDS في يونيو 1970، مثل ريف في مسرحيات في بووثباي، مين. خطط للذهاب إلى مدينة نيويورك للبحث عن مهنة في المسرح. ومع ذلك، بناءً على نصيحة والدته، قدم طلبًا للالتحاق بالجامعة. تم قبوله في جامعة برينستون، جامعة كولومبيا، جامعة براون، جامعة كورنيل، جامعة نورث وسترن (إلينوي)، وجامعة كارنيغي ميلون. ذكر ريف أنه اختار كورنيل بشكل أساسي لأنها كانت بعيدة عن مدينة نيويورك وهذا سيساعده على تجنب إغراء العمل كممثل فورًا مقابل إتمام تعليمه الجامعي الذي وعد به والدته وزوج والدته. انضم ريف إلى قسم المسرح في كورنيل ولعب دور بوزو في في انتظار غودو، وسيجيسموندو في الحياة حلم، هاملت في Rosencrantz and Guildenstern Are Dead، وبوليكسينس في حكاية الشتاء (مسرحية).
بسبب تأخره في سنته الجامعية الأولى، تلقى ريف رسالة من ستارك هيسيلتين، وهو وكيل قوي في نيويورك اكتشف روبرت ريدفورد وممثلين مثل ريتشارد تشامبرلين، مايكل دوغلاس، وسوزان سارندون. كان هيسيلتين قد شاهد ريف في شهر في الريف وأراد تمثيله فنيا. كان ريف متحمساً وظل يعيد قراءة الرسالة للتأكد من فحواها. كان ريف غير صبور على المدرسة ومتشوقا للبدء في مسيرته المهنية. التقى الاثنان، لكن ريف فوجئ بإيجاد هيسيلتين يدعم بقوة وعده لوالدته وزوج أمه بإكمال دراسته الجامعية. قررا بدلاً من ترك المدرسة أن يأتي ريف إلى نيويورك مرة شهرياً للقاء وكلاء التمثيل والمنتجين للعثور على عمل لعطلة الصيف.
تلقى ريف ردود فعل إيجابية على عروضه التقديمية وتجارب الأداء التي نظمها هيسلتين، ولكنه اضطر للتخلي عن عدة فرص مرغوبة لأنها بدأت قبل نهاية المدرسة. في الصيف، قام بجولة في إنتاج Forty Carats مع اليانور باركر. في العام التالي، تلقى ريف عقد صيفي كامل مع مهرجان سان دييغو شكسبير، مع أدوار كـ إدوارد الرابع (ملك إنجلترا) في ريتشارد الثالث، فنتون في زوجات وندسور المرحات (مسرحية)، ودوماين في الحب مجهود ضائع في مسرح The Old Globe.
قبل سنته الثالثة في الجامعة، أخذ ريف إجازة لمدة ثلاثة أشهر. سافر إلى غلاسكو، اسكتلندا، وشاهد عروضًا مسرحية في جميع أنحاء المملكة المتحدة. استوحى من الممثلين هناك، وكان يتحدث معهم غالبًا في الحانات بعد عروضهم. ساعد ممثلين في ذا أولد فيك في تحسين لهجاتهم الأمريكية من خلال قراءة الصحيفة لهم بصوت مرتفع. ثم سافر إلى باريس لدراسة المسرح الفرنسي. كان ريف يتحدث اللغة الفرنسية بطلاقة، حيث درسها من الصف الثالث وحتى سنته الأولى في جامعة كورنيل. خلال وجوده هناك تحدث فقط بالفرنسية لينغمس في الثقافة الفرنسية، وشاهد العديد من العروض.
بعد عودته إلى الولايات المتحدة من أوروبا، اختار ريف التركيز بشكل كامل على التمثيل، رغم أن كورنيل كان لديه العديد من متطلبات التعليم العام للتخرج التي لم يكملها بعد. تمكن من إقناع مخرج المسرح جون كلانسي والعميد في كلية الآداب والعلوم، كطالب متخصص في المسرح، بأنه سيحقق المزيد في جوليارد (المجموعة 4، 1973–1975) في مدينة نيويورك بدلاً من كورنيل. وافقوا على أن تُعتبر سنته الأولى في جوليارد كسنته الأخيرة في كورنيل.
في عام 1973، تقدم حوالي 2000 طالب للتجربة من أجل 20 مكاناً في دفعة السنة الأولى في مدرسة جويليارد. كان اختبار ريف أمام 10 أعضاء من الهيئة التدريسية، بما في ذلك جون هاوسمان، الذي كان قد فاز للتو بجائزة الأوسكار عن فيلم The Paper Chase. كان ريف وروبن ويليامز هما الوحيدان اللذان تم اختيارهما لبرنامج جويليارد المتقدم. كان لديهم عدة دروس معًا حيث كانوا الطلاب الوحيدين. في فصل لهجةاتهم مع إديث سكنر، لم يجد ويليامز صعوبة في إتقان جميع اللهجات بشكل طبيعي، بينما كان ريف أكثر تدقيقًا في ذلك. تطورت صداقة قوية بين ويليامز وريف. كان ريف العراب لابن ويليامز الأكبر زكاري.
في اجتماع مع هاوسمان، أُخبِرَ ريف: "السيد ريف. من المهم للغاية أن تصبح ممثلًا كلاسيكيًا جادًا. إلا إذا عرضوا عليك الكثير من المال للقيام بشيء آخر." ثم عرض عليه هاوسمان فرصة ترك المدرسة والانضمام إلى فرقة التمثيل، بين مؤديين مثل كيفين كلاين، باتي لوبون، وديفيد أوغدن ستايرز. رفض ريف ذلك، لأنه لم يكن قد حصل بعد على بكالوريوس.
في أوائل عام 1974، قام ريف وغيره من طلاب جوليارد بجولة في المدارس الإعدادية في مدينة نيويورك وأدوا علاج الحب. في أحد العروض، قام ريف، الذي لعب دور البطل، بسحب سيفه بشكل مرتفع جدًا ودمر عن طريق الخطأ صفًا من الأضواء فوقه. صفق الطلاب وهتفوا. قال ريف لاحقًا إن هذه كانت أعظم تحية تلقاها في مسيرته. بعد الانتهاء من سنته الأولى في جوليارد، تخرج ريف من كورنيل في دفعة عام 1974 كتخصص مزدوج في اللغة الإنجليزية ونظرية الموسيقى.

## المسيرة المهنية

### الأعمال المبكرة
في عام 1974، تقدم ريف للمشاركة بمسلسل حب الحياة لدفع رسوم الدراسة في جوليارد. في البداية، وُعد بجدول زمني لا يتعارض مع دراسته. ومع ذلك، سرعان ما اكتسبت شخصيته شهرة، مما أدى إلى زيادة وقت ظهوره على الشاشة. عندما ذكر ريف للمنتجين اتفاقهم، ردوا بأنه لم يتم وضعه كتابيًا. في العام التالي، كان على ريف مغادرة جوليارد للالتزام بعقده مع سي بي إس. حصل على درجة الدكتوراه الفخرية في الفنون الجميلة من جوليارد في عام 1997.
في أثناء تصوير المسلسل الدرامي، أخذ ريف دروساً في التمثيل في استوديو HB وظهر في إنتاج مسرح أقل من أقل من برودواي لعرض بيرختسجادن في مسرح للمدينة الجديدة. تم إخراج المسرحية من قبل باربرا لودين، التي أصبحت مرشدة لريف. كانت توجهه دوماً لعدم التمثيل بشكل "مباشر"، وغالباً ما اتبع تلك النصيحة على مر السنين. بعد ذلك، قام ببطولة في عدد محدود من عروض بيركلي سكوير في نادي مسرح مانهاتن.
في أواخر عام 1975، قام ريف بتجربة أداء لمسرحية برودواي مسألة جاذبية. شاهدت كاثرين هيبورن تجربته وقامت بتعينه كحفيد لشخصيتها. بفضل تأثير هيبورن على شبكة سي بي إس، قام ريف بتنظيم مواعيد المسلسل التلفزيوني والمسرحية حتى يتمكن من القيام بكلاهما. بسبب جدوله المزدحم، كان يأكل ألواح الحلوى ويشرب القهوة بدلاً من الوجبات وعانى من الإرهاق وسوء التغذية. في إحدى العروض، دخل ريف إلى المسرح، قال جملته الأولى، ثم أغمى عليه فورًا. استدارت هيبورن إلى الجمهور وقالت: "هذا الولد أحمق لعين. لا يأكل ما يكفي من اللحوم الحمراء." أكمل الممثل البديل المسرحية عن ريف، وعالجه طبيب. نصح الطبيب ريف بتناول نظام غذائي صحي أكثر. بقي مع المسرحية لمدة تسعة أشهر وتلقى مراجعات إيجابية.
أصبخ ريف وهيبرن مقربين للغاية. بعض الشائعات ادعت وجود علاقة رومانسية بين الاثنين. قال Reeve، "كانت في الـ67 من عمرها وكنت في الـ22، ولكنني اعتبرت ذلك شرفًا كبيرًا. ... أعتقد أنني كنت قريبًا إلى حد ما مما قد يكون طفلًا أو حفيدًا لها." قالت له، "سوف تصبح نجمًا كبيرًا، كريستوفر، وستدعمني في شيخوختي." أجاب، "لا أستطيع الانتظار تلك المدة الطويلة." قال Reeve إن والده، الذي كان أستاذًا للأدب وحضر العديد من العروض، كان الشخص الذي أسر Hepburn أكثر من غيره. عندما انتقل العرض المسرحي إلى لوس أنجلوس في يونيو 1976، انسحب ريف -فخاب أمل هيبرن-. وظلا يتواصلان لسنوات بعد انتهاء العرض. لاحقًا، ندم ريف لعدم البقاء قريبًا ولإرسال الرسائل ذهابًا وإيابًا فقط.
دور ريف الأول في فيلم هوليوود كان دورًا صغيرًا كضابط مبتدئ في فيلم كارثة الغواصة البحرية لعام 1978 Gray Lady Down، بطولة شارلتون هيستون. ثم مثل في المسرحية حياتي في شركة سيركل ريبيرتوري ‏ مع صديقه ويليام هيرت.

### أفلام سوبرمان
خلال إنتاج مسرح أقل من برودواي لـ My Life، أخبره ستارك هيسيلتين أن ريف قد طُلب منه تجارب الأداء للدور الرئيسي كـ كلارك كينت/سوبرمان في فيلم الميزانية الكبيرة Superman (1978). لين ستالمستر، المخرج الذي كان مسؤولا عن اختيار الممثلين، وضع صورة ريف وسيرته الذاتية في أعلى الكومة ثلاث مرات، لكن استديوهات الإنتاج كانت ترفضها في كل مرة. بفضل إلحاح ستالمستر المستمر، تمت ترتيب اجتماع بين المخرج ريشارد دونر، والمنتج إيليا سالكيند، ورييف. في صباح اليوم التالي للاجتماع، أُرسلت إلى ريف نسخة من النص تتألف من 300 صفحة. شعر بسعادة بالغة لأن النص تناول الموضوع بجدية، وأن شعار دونر كان تجلي الحقيقة. وأخبره هيسيلتين أيضًا أن مارلون براندو سيلعب دور جور-إل وجين هاكمان سيلعب دور ليكس لوثر. سافر ريف إلى لندن لاختبار الشاشة، لكنه لم يكن يعتقد أنه يملك فرصة كبيرة. خلال الرحلة على متن الطائرة، كان يتخيل مقاربته للدور. وقال فيما بعد، "بحلول أواخر السبعينيات، تغيرت صورة الرجل الذكورية. ... الآن كان من المقبول لرجل أن يظهر نوعًا من اللطف والهشاشة. ... شعرت أن سوبرمان الجديد ينبغي أن يعكس تلك الصورة الذكورية المعاصرة." استند إلى تصويره لكلارك كينت على كاري غرانت في دوره في تنشئة طفل (فيلم 1938). بعد اختبار الشاشة، قال له سائقه، "لستُ ملزمًا بإخبارك بهذا، لكنك قد حصلت على الدور."
تصوير شخصية سوبرمان كان سيكون تحدياً للممثل الذي يبلغ من العمر 24 عاماً. لقد كان طوله 6 قدم 4 بوصة (193 سـم)، لكن كان جسده نحيفاً. مر ريف بتدريب مكثف لمدة شهرين مع بطل رفع الأثقال البريطاني السابق ديفيد براوس كمشرف. تألفت خطة التدريب من الركض في الصباح، تليها ساعتان من تمارين الأثقال و90 دقيقة على منطة. أضاف 30-رطل (14 كـغ) من العضلات إلى هيكله النحيل الذي كان وزنه 188-رطل (85 كـغ). لاحقًا أحرز مكاسب أعلى لفيلم سوبرمان 3 (1983)، لكن لفيلم Superman IV: The Quest for Peace (1987)، قرر أنه سيكون من الأصحي التركيز أكثر على تمارين القلب والأوعية الدموية. أحد الأسباب التي جعلت ريف لا يتمكن من التمرين كما يجب لفيلم Superman IV كان عملية استئصال الزائدة الدودية الطارئة التي أجراها في يونيو 1986.
كان ريف لم يكن أبدًا من محبي سوبرمان أو الكتب الهزلية، على الرغم من أنه شاهد "مغامرات سوبرمان" بطولة جورج ريفيز. وجد ريف أن الدور يوفر تحديًا مناسبًا لأنه كان دورًا مزدوجًا. قال، "يجب أن يكون هناك بعض الاختلاف في الأسلوب بين كلارك وسوبرمان. وإلا، سيكون لديك فقط زوج من النظارات يظهر مكان الشخصية." مستذكرًا نصيحة لودين السابقة، قرر أيضًا ريف أن "يقلل" من أداء سوبرمان: "كان طولي ستة أقدام وأربع بوصات، قويًا، وذو حضور جسدي ملفت؛ لذا كنت ألعب ضد ذلك، مما يجعله يتصرف بطريقة عادية قدر الإمكان، مما يتيح للجمهور الإحساس بالقوة الضمنية."
على المسار التعليقي لإصدار المخرج من سوبرمان II: نسخة ريتشارد دونر، تحدث المستشار الإبداعي توم مانكيفيتس عن كيف تحدث ريف إليه عن لعب دور سوبرمان ثم لعب دور كلارك كينت. ثم قام مانكيفيتس بتصحيح ريف، قائلاً له إنه كان "دائمًا، دائمًا يلعب دور سوبرمان" وعندما كان يقوم بدور كلارك كينت، كان "يلعب دور سوبرمان الذي كان يلعب دور كلارك كينت." ووصف مانكيفيتس ذلك إلى ريف على أنه دور داخل دور.
الفيلم، الذي تم إنتاجه بدون استخدام الحواسيب للمؤثرات الخاصة، كان المحاولة الأولى لعرض شخص وهو يطير بشكل واقعي. قال روي فيلد، مشرف التأثيرات البصرية للفيلم، "توجد العديد من التقنيات التي استُخدمت لجعل سوبرمان يطير، لكن أفضل مؤثر خاص على الإطلاق كان كريستوفر ريف بنفسه. لقد اكتشفنا مبكرًا جدًا، لأنه طيار شراعي، كان يمكنه أن يحافظ على توازن جسمه بشكل ديناميكي هوائي. لذلك عندما كان يدخل في الأداة، كانت تدب الحياة في اللقطة بأكملها."
حقق الفيلم إيرادات قدرها 300.2 مليون دولار عالميًا (دون تعديل للتضخم). تلقى ريف إشادة إيجابية لأدائه:
- "أداء كريستوفر ريف بأكمله يبعص على الفرح. ذو مظهر جيد بشكل مذهل، بوجه حاد وقوي مثل نصل الفأس، فإن كلارك كينت المتعثر والمتلعثم وسوبرمان القوي هما ببساطة أسلوبان من السلوك الشجاع والبراءة." – نيوزويك
- "أصبح كريستوفر ريف نجمًا عالميًا فوريًا بناءً على دوره الأول الكبير في الفيلم، بدور كلارك كينت/سوبرمان. كان النقاد السينمائيون - بغض النظر عن آرائهم حول الفيلم - أجمعوا  في ثنائهم على أداء ريف المزدوج. إنه مقنع تمامًا حيث يبدل بين الشخصيتين." – Starlog

بالنسبة لأدائه، فاز ريف بجائزة بافتا لأكثر قادم جديد واعد في أدوار الأفلام الرائدة. وصف ريف سوبرمان بأنه "أقرب فرصة حصلت عليها للعب دور كلاسيكي على الفيلم، أقرب تعبير لشيء ذو بُعد أسطوري." قالت شريكته في البطولة مارغوت كيدر بعد وفاته إنه مع أفلام سوبرمان، ريف "كان على دراية بأنه قد أنجز شيئًا ذا معنى. كان واعياً جداً بذلك وسعيدًا جدًا بذلك الدور."
تم تصوير معظم فيلم سوبرمان 2 في نفس الوقت مع الفيلم الأول. في الواقع، الخطة الأصلية كانت أن يكون الفيلم ملحمة واحدة مدتها ثلاث ساعات تشمل الجزئين. بعد تصوير معظم اللقطات، حصل خلاف بين المنتجين ودونر حول قضايا مختلفة، بما في ذلك المال والمؤثرات الخاصة، وتم طرد دونر. وتم استبداله بالمخرج ريتشارد ليستير، الذي كان قد عمل مع المنتجين سابقًا على الفيلم المكون من جزئين الفرسان الثلاثة (1973) والفرسان الأربعة (1974). ليستر عدل النص وأعاد تصوير بعض المشاهد. كان الطاقم غير سعيد، لكن لاحقًا قال ريف أنه أُعجب بليستر واعتبر سوبرمان 2 فيلمه المفضل من السلسلة. نسخة دونر من سوبرمان 2، بعنوان سوبرمان 2: النسخة الخاصة لريتشارد دونر، تم إصدارها على DVD في نوفمبر 2006 وتم إهداؤها لذكرى ريف.
أخرج ليستر سوبرمان الثالث، الصادر في عام 1983، بمفرده. كان ريف يعتقد أن المنتجين ألكسندر سالكايند، وابنه إيليا سالكايند، وبيير سبينجلر قد قللوا من مصداقية سوبرمان الثالث من خلال تحويله إلى ريتشارد بريور كوميديا بدلاً من كونه فيلماً مناسباً لسوبرمان. كان يفتقد دونر ويعتقد أن سوبرمان الثالث's العنصر الجيد الوحيد فيه كان مشهد مستودع الخردة حيث يتقاتل سوبرمان الشرير مع كلارك كنت الطيب في معركة داخلية. تم الإشادة بتجسيد ريف لسوبرمان الشرير كثيرًا، رغم أن الفيلم تعرض لانتقادات شديدة. ومع ذلك، فإن أي مراجعة سلبية لـ سوبرمان الثالث لم تكن شيئاً مقارنةً بالاستقبال السلبي الكامل الذي سيحصل عليه خليفته.
سوبرمان 4: البحث عن السلام صدر في عام 1987. بعد سوبرمان 3، أقسم ريف أنه انتهى من سوبرمان. ومع ذلك، وافق على الاستمرار في لعب الدور في فيلم رابع بشرط أن يكون له سيطرة إبداعية جزئية على السيناريو. كانت فكرة نزع سلاح نووي من أفكاره. اشترت شركة كانن فيلمز حقوق إنتاج شخصية سوبرمان من سالكايندز في منتصف الثمانينيات. كانت كانن فيلمز معروفة بأفلام الحركة التي تتميز بميزانية منخفضة وتمثيل سيء وسيناريوهات سيئة. قاموا بتخفيض ميزانية سوبرمان 4 إلى النصف لتصل إلى 17 مليون دولار. كان الفيلم فشلاً نقديًا وخيبة أمل في شباك التذاكر، ليصبح أقل أفلام سوبرمان دخلًا حتى اليوم. لاحقاً قال ريف، "كلما قل الحديث عن سوبرمان 4 كان أفضل." كلا طفلي ريف من علاقته مع جاي إكستون كان لهما ظهور غير معترف به في مشهد محذوف حيث ينقذ سوبرمان فتاة، تلعب دورها ابنته ألكسندرا، ويعيدها إلى شقيقها، يلعب دوره ابنه ماثيو، بعد أن يخلق الرجل النووي إعصارًا في سمولفيل.
كان من الممكن أن يصنع ريف فيلم سوبرمان خامس بعد أن عادت حقوق الشخصية إلى سالكايندز وسبنجلر إذا كان للفيلم ميزانية بحجم ميزانية سوبرمان: الفيلم. على الرغم من وجود إمكانية لمثل هذا الفيلم في أواخر الثمانينيات بعد إفلاس شركة كانون فيلمز، إلا أن ريف لم يتلقَ أبداً نصاً.
في عام 1993، قبل حادث ريف بعامين، باع آل سالكيند حقوق شخصية سوبرمان مرة أخرى، وهذه المرة لوارنر برذرز "كان من المفترض أن يكون هناك فيلم خامس بعنوان سوبرمان يولد من جديد، ولكن بسبب التغييرات في الاستوديو، والإيرادات الضعيفة التي حصل عليها [سوبرمان IV]، وحادث ريف، لم يرَ النور أبدًا."

### الثمانينيات
كان أول دور لرييف بعد فيلم سوبرمان 1978 هو في فيلم الغموض/الرومانسية الخيالي مكان ما في الزمن في عام 1980. لعب رييف دور الكاتب المسرحي ريتشارد كولير الذي وقع في حب إليز مكينا، ممثلة مسرحية شهيرة من أوائل القرن العشرين، والتي أدت دورها جين سيمور. تم تصوير الفيلم في جزيرة ماكيناك باستخدام فندق "Grand" في منتصف عام 1979، وكان الفيلم المفضل لرييف للتصوير.
اقتضت الخطة الأصلية بإطلاق محدود لبناء الدعاية للفلم ولكن نتائج العرض التجريبي المبكرة كانت إيجابية وقرر الاستوديو إطلاقًا واسعًا، مما تبين أنه الاستراتيجية الخاطئة. فقد هاجمت المراجعات المبكرة الفيلم بوصفه عاطفيًا بشكل مفرط ودرامي، وأدى إضراب الممثلين إلى منع ريف وسي مور من القيام بالترويج. سرعان ما أُغلق الفيلم، على الرغم من ترشيح جان بيير دورلاك لجائزة جائزة الأوسكار لأفضل تصميم أزياء في عام 1980. ومع ذلك، بفضل العروض على شبكات الكابل وتأجير الفيديو، أصبح الفيلم كالت كلاسيك. قامت شبكة INSITE (الشبكة الدولية لعشاق مكان ما في الزمن) بجمع التبرعات لرعاية نجمة على ممشى المشاهير في هوليوود لريف في عام 1997، وجمعت أكثر من 20،000 دولار لصالح مؤسسة كريستوفر و دانا ريف. أصبحت سيمور صديقة لريف وفي عام 1995 سمت أحد توأميها كريستوفر تكريمًا له (أصبح ريف أيضًا عرابه). أصبح فندق جراند وجزيرة ماكيناك موقعًا سياحيًا شهيرًا لمحبي الفيلم.
في نفس العام، قام ريف بظهور خاص في عرض الدمى، حيث عزف "شرق الشمس (وغرب القمر)" على البيانو لـمس بيجي، التي كانت معجبة به. نفى ريف أنه سوبرمان لكنه عرض قوى الشخصية الخارقة طوال الحلقة. ثم عاد لمواصلة التصوير في الإنتاج غير المكتمل بعد لـسوبرمان II.
بعد الانتهاء من سوبرمان 2، اتصل ريف بنيكوس بساخاروبولوس، المدير الفني لـ مهرجان وليامزتاون المسرحي، الذي يعرفه منذ أيام تدريبه، وطلب الانضمام إلى الفرقة. قام ريف بعمل مسرحيتين في ذلك الموسم: الصفحة الأولى وبستان الكرز. الأولى، التي أخرجها روبرت ألان أكيرمان، أصبحت واحدة من أكبر النجاحات في الصيف. ومنذ ذلك الحين، كان ريف ضيفًا منتظمًا في المهرجان. في وقت لاحق من السنة، لعب ريف دور جندي فيتنامي معاق في مسرحية لانفورد ويلسون الخامس من يوليو على برودواي وحصل على مراجعات ممتازة. للتحضير للدور، تم تدريبه من قبل مبتور الأطراف على كيفية المشي على أرجل صناعية. تم ترشيح الإنتاج لخمسة جائزة توني، بما في ذلك جائزة أفضل مسرحية. في عام 1981، عاد ريف إلى ويليامزتاون ليلعب دور أخيل في الإنتاج المكوّن من جزئين ومدته ست ساعات بعنوان اليونانيون.
في عام 1982، وسّع ريف نطاق تمثيله أكثر ولعب دور كاتب مسرحي مبتدئ مخادع ذو دوافع مشبوهة تجاه مثله الأعلى ومرشده مايكل كين، في الكوميديا السوداء المثيرة لـ سيدني لوميت كمين الموت، المبنية على مسرحية لـ إيرا ليفين. لقي الفيلم استقبالًا جيدًا، لكن أحد منعطفات الحبكة الرئيسية تم إفشاؤها من قبل الصحافة، مما أثر على أداء شباك التذاكر. في نفس العام، جسد ريف شخصية الكاهن الكاثوليكي الفاسد جون فلاهرتي الذي يتخذ قرارات صعبة خلال الحرب العالمية الثانية في فيلم فرانك بيري الأسقف. شعر ريف أن هذا أتاح له الفرصة للعب "شخصية ذات أخلاقيات غامضة ليست بوضوح جيدة ولا سيئة، شخص يكون الحياة بالنسبة له أكثر تعقيدًا من الشخصيات التي لعبتها سابقًا." حمّل ريف فشل الفيلم على التحرير السيئ. قال: "الفيلم يشبه سلسلة من الحوادث الفظيعة التي تجد صعوبة في تصديقها. وبما أنها لا تركز، وبما أنها ليست مبررة ومفسرة، فإنها تصبح مثيرة للسخرية."

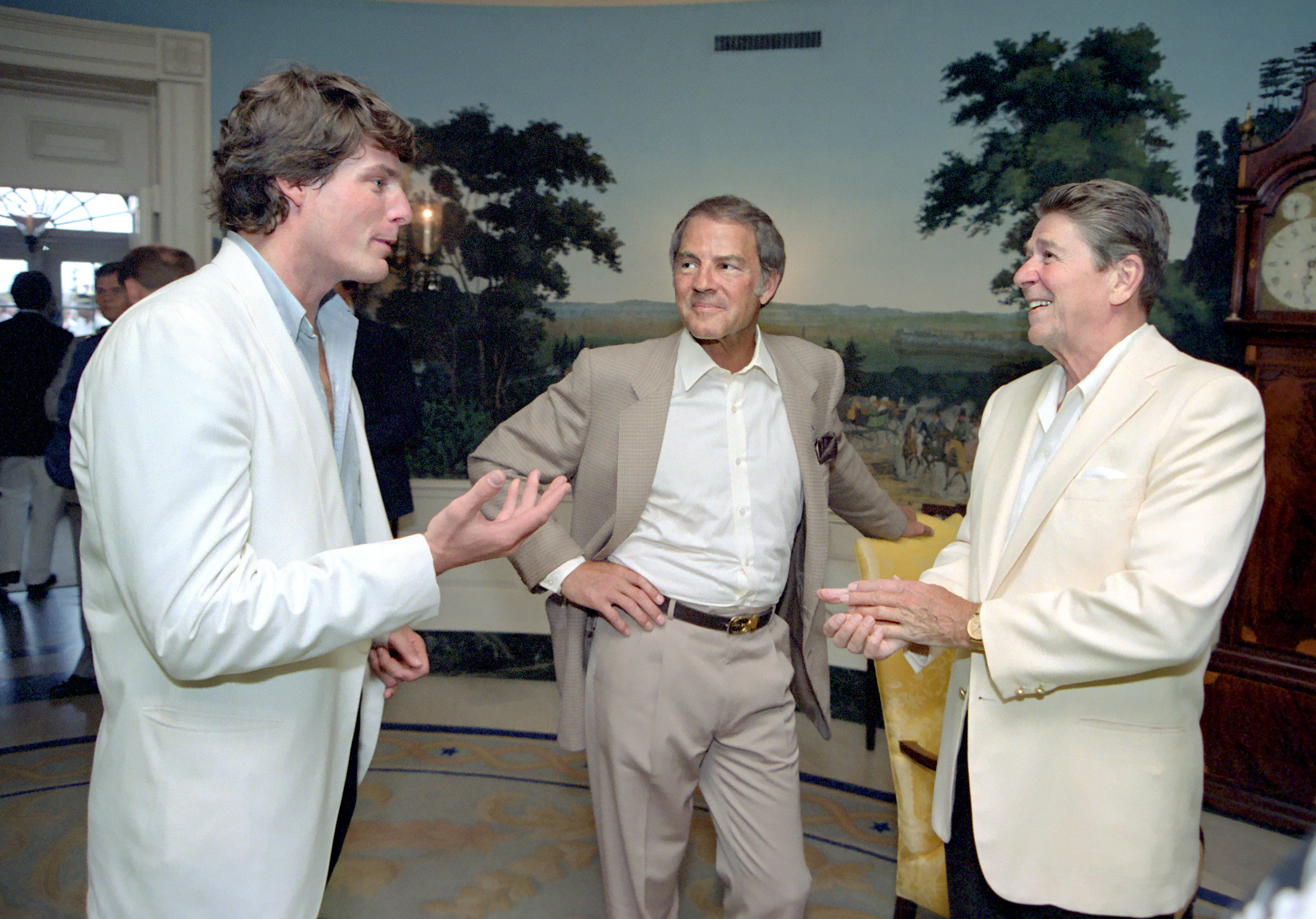
ريف، فرانك غيفورد ورونالد ريغان في استقبال ونزهة بمناسبة الذكرى الخامسة عشرة لبرنامج الأولمبياد الخاص في غرفة الاستقبال الدبلوماسية، مايو 1983

في عام 1983، ظهر ريف في مسرح حكايات الجنيات لسيللي دوفال، حيث لعب الأدوار المزدوجة للأمير الساحر والأمير الجبان في الجميلة النائمة. في ويليامزتاون، مثل في مسرحية عطلة. في وقت لاحق من ذلك العام، ذهب ريف إلى كرانيشكا غورا، سلوفينيا، للعمل على فيلم الطيار. المنتجون توجهوا إليه دون أن يعلموا أنه يستطيع قيادة طائرة ستيرمان، الطائرة ذات السطحين الكلاسيكية المستخدمة في الفيلم. قبل الدور بسرعة وتطوع للقيام بالطيران بنفسه لتحقيق مظهر أكثر واقعية. تم عرض الفيلم في مارس 1985.
تم عرض دور باسي رانسوم على ريف في فيلم البوستونيون عام 1984 إلى جانب فانيسا رديغريف. على الرغم من أن ريف كان يتقاضى عادة أكثر من مليون دولار لكل فيلم، فإن إسماعيل ميرتشانت لم يتمكن من دفع سوى عُشر ذلك المبلغ. لم يكن لدى ريف شكاوى، حيث كان هذا هو النوع من الأفلام الذي يريد القيام به. في مقابلة عام 2005، قال جيمس أيفوري إن شركة ميرتشانت آيفوري للإنتاج لم يكن لديها ممثلون جيدون في ذلك الوقت، لذا قام ريف "ببتوسط" الترتيبات مع وكالة CAA لإدخالهم في الوكالة. تجاوز الفيلم التوقعات وحقق أداءً جيداً في شباك التذاكر بالنسبة لما كان يُعتبر فيلم فني. صنّفتها نيويورك تايمز "من بين أفضل التعديلات السينمائية لرواية كلاسيكية التي قام بها أي شخص حتى الآن."
ظن ايفوري أن ريف كان "رائعًا" في البوسطونيون، لكنه كان "مقدرًا بأقل مما يستحق من قبل النقاد وحتى الجوائز" لأنهم "كانوا معتادين جدًا على التفكير فيه كـسوبرمان". هيبورن اتصلت بريف لتخبره أنه كان "رائعًا تمامًا" و"جذابًا" في الفيلم. عندما أخبرها أنه كان يصور حاليًا نسخة 1985 من آنا كارينينا، قالت، "أوه، تلك كانت غلطة فظيعة". اجتمع ريف مع ريدغريف في مسرحية أوراق أسبيرن خلال عرضها في 1984 في ويست إند لندن. في ويليامزتاون، لعب دور البطولة في ريتشارد كوري.
في مارس 1985، قام ريف بدور الكونت فرونسكي في الفيلم التلفزيوني آنا كارنينا، مقابل جاكلين بيسيه. وظهرت ابنة ريف، ألكسندرا، أيضًا في الفيلم كابنته التي تبلغ من العمر 10 أشهر وتأخذ خطواتها الأولى. كان لهذا الفيلم تعلم ريف ركوب الخيل وقرر ممارسة الرياضة بجدية عند عودته إلى المنزل. في أبريل، قدم ريف حلقة من برنامج ساترداي نايت لايف. ثم عاد إلى المسرح، حيث لعب دور توني في العائلة الملكية في ويليامزتاون ودور الكونت في تكييف حديث لمسرحية زواج فيجارو على برودواي. كما قدم ريف الفيلم الوثائقي التلفزيوني الديناصور!، والذي تم تصويره في المتحف الأمريكي للتاريخ الطبيعي. كان هذا أحد أقدم العروض الخاصة في وقت الذروة حول الحياة ما قبل التاريخ وفاز جائزة إيمي عن المؤثرات البصرية الخاصة المتميزة. أيضًا في عام 1985، قامت دي سي كومكس بتكريم ريف كأحد الشخصيات المكرّمة في منشور الذكرى الخمسين للشركة، خمسون الذين جعلوا دي سي عظيمة، لعمله في سلسلة أفلام سوبرمان.
في عام 1986، كان هناك نص بعنوان Street Smart ملقى في منزله منذ سنوات، وبعد قراءته مرة أخرى، أخذه إلى شركة كانون فيلمز. وافقوا على إنتاجه بشرط أن يلعب دور سوبرمان في جزء آخر على الأقل لهم. لعب ريف دور البطولة بجانب مورغان فريمان، الذي تم ترشيحه لجائزة الأوسكار لأول مرة عن الفيلم. حصل الفيلم على تقييمات ممتازة ولكنه حقق أداءً ضعيفًا في شباك التذاكر، ربما لأن شركة كانون فيلمز لم تعلن عنه بالشكل المناسب. عند عودته إلى ويليامزتاون، بدأ في بناء منزل ولعب دور البطولة في Summer and Smoke إلى جانب ليلى روبينز.
بعد تصوير فيلم سوبرمان IV في فبراير 1987، انفصل ريف وإكستون وعاد ريف إلى نيويورك. في اكتئاب بسبب حياته الشخصية، اعتقد أن القيام بكوميديا قد يكون جيدًا له ووافق على الظهور في تبديل القنوات. ومع ذلك، كان هناك خلاف بين بيرت رينولدز وكاثلين ترنر أثناء التصوير، مما جعل الوقت أكثر صعوبة بالنسبة لريف. لاحقاً صرح بأنه جعل من نفسه أضحوكة في الفيلم وأن معظم وقته كان يقضيه في التحكيم بين رينولدز وترنر. في مذكراتها عام 2008، كتبت ترنر، "كنا أنا وبيرت أعداء لدودين... لم يكن التصوير سعيداً على الإطلاق. لقد كنت بائسة للغاية. لولا لطف الطاقم ووجود كريس ريف، الذي كان لطيفًا للغاية، في الطاقم، لربما كان الأمر مستحيلاً". لم يحقق الفيلم نجاحًا جيدًا، واعتقد ريف أنه يمثل نهاية مسيرته كنجم سينمائي. في يونيو، ظهر في الفعالية الخيرية الخاصة على التلفزيون البريطاني بطولة The Grand Knockout ثم ذهب إلى ويليامزتاون للتدرب على مسرحية الروفر. في 30 يونيو، التقى ريف بزوجته المستقبلية دانا موروسيني.
في عام 1988، لعب ريف دور الميجور جونى دودج في الفيلم التلفزيوني المكون من جزئين الهروب الكبير 2: القصة غير المروية. مثل فيلم 1963، يروي الجزء الأول قصة الهروب الجماعي لأسرى الحرب المتحالفين من معسكر ألماني في عام 1944. الجزء الثاني يصور البحث والملاحقة للمسؤولين عن قتل 50 من الهاربين، والذي لم يتم تغطيته في فيلم 1963. ولكن في معظم عامي 1988 و1989، عمل ريف على خشبة المسرح. قام ببطولة إنتاج آخر من الصيف والدخان، هذه المرة مع كريستين لاتي، في مسرح آهمانسون. في ويليامزتاون، اجتمع مجددًا مع مادلين بوتر في مسرحية جديدة لجويل جروس، ميزمير، وشارك في قراءة مسرحية لنفس المسرحية على برودواي.
في عام 1989، لعب ريف دور بوليكسينيس في إنتاج خارج برودواي لمسرحية حكاية الشتاء (مسرحية). في ويليامزتاون، لعب الدور الرئيسي في جسد جون براون، حيث كان لدانا أيضًا دور صغير. كان ريف جزءًا من طاقم دوران في إنتاج جون تيلينجر لرسائل الحب Love Letters في مسرح بروميناد؛ مع جولي هاجرتي، أدَّى أيضًا في سان فرانسيسكو، لوس أنجلوس وبوسطن في عامي 1989 و1990. قام بتجربة أداء لدور ريتشارد جير في فيلم امرأة جميلة (فيلم) لكنه غادر تجربة الأداء لأنهم قاموا بإحضار مدير اختيار ممثلين غير ملتزم ليملأ دور جوليا روبرتس.

### التسعينيات
في عام 1990، قام ريف ببطولة فيلم الحرب الأهلية الأمريكية الوردة وابن آوى، حيث لعب دور ألان بينكرتون، رئيس الخدمة السرية الجديدة للرئيس لينكولن. في ويليامزتاون، لعب دور الموت/الأمير نيكولاي سيركي في مسرحية الموت يأخذ إجازة.
في أوائل التسعينيات، تم اختيار ريف كشرير في ثلاثة أفلام تلفزيونية تقريبًا على التوالي: ضجة في الليل (1991)، أحلام الموت (1991)، وكابوس في وضح النهار (1992). كان أبرزها ضجة في الليل، حيث لعب ريف دور متحرش بالأطفال يختطف صبيًا صغيرًا. حصل الفيلم على تقييمات متباينة إلى إيجابية. شعر ريف أنه من المهم أن يشاهد الآباء الذين لديهم أطفال صغار هذا الفيلم.
في عام 1992، لعب ريف أحد الأدوار الرئيسية في كوميديا بيتر بوغدانوفيتش Noises Off. في كتاب عام 2020 تصوير بيتر بوغدانوفيتش: محادثاتي مع مخرج هوليوود الجديد، قال بوغدانوفيتش، "[ريف] كان جيدًا جدًا في ذلك. كان جيدًا في الكوميديا. استطعت أن أرى ذلك من أول سوبرمان. كان خياري الوحيد لذلك الدور." في فيلم تلفزيوني آخر، Mortal Sins، لعب ريف للمرة الثانية دور كاهن كاثوليكي، هذه المرة يستمع لاعترافات قاتل متسلسل في دور يذكرنا بـمونتغومري كليفت في فيلم ألفريد هتشكوك I Confess. كما مثل في الفيلم القصير Last Ferry Home. كان آخر أداء له في إنتاج مسرحي حقيقي هو The Guardsman في ويليامزتاون في ذلك العام.
في ربيع عام 1992، حضر ريف العرض الأول لفيلم نهاية هاورد في الولايات المتحدة حيث التقى بإيفوري مجددًا. في اليوم التالي، اتصل به إيفوري وعرض عليه دورًا في فيلمه الجديد، بقايا اليوم (1993). كان السيناريو من أفضل ما قرأ، وقبل الدور دون تردد. اعتُبر الفيلم كلاسيكيًا فوريًا ورُشِّح لثماني جوائز أوسكار. في عرض الفيلم في عام 2024، أشاد إيفوري بأداء ريف، قائلاً: "لقد كان شخصًا رائعًا... وممثلًا جيدًا جدًا وقع في فخ سوبرمان." ووفقًا لابن ريف، ويل، فإن بقايا اليوم هو الفيلم الذي كان والده فخورًا به أكثر.
في عام 1993، قام ريف ببطولة الفيلم التلفزيوني ذئب البحر بجانب تشارلز برونسون، والمبني على رواية جاك لندن بنفس الاسم. بعد ذلك، سافر إلى كندا لتصوير مسلسل قصير، الثعلب الأسود، بمشاركة طوني تود. قامت شبكة سي بي إس بإصداره كأفلام ثلاثية بعد شهرين من حادث ريف في عام 1995. تظهر مشاهد لريف وهو يركب بشكل كبير في القصة. يظهر أطفال ريف، ماثيو وألكسندرا، بشكل موجز في الخلفية في الفيلم الأول.
خلال هذه الفترة، بدأ تأثير سوبرمان على مسيرة ريف في التلاشي تدريجيًا. في مراجعة لـ Morning Glory (1993)، كتب أحد النقاد: "أولئك الذين لا يستطيعون أخذ ريف على محمل الجد إلا إذا كان يرتدي بدلة زرقاء وعباءة حمراء سيفاجأون بسرور بالثقل والذوق الذين يجلبهما إلى دوره... هذا الفيلم ليس كبيرًا بما يكفي ليصبح ريف نجمًا مرة أخرى. لكن الانطباع الذي يتركه هنا جيد بما يكفي ليقترح أن عكس التصور - والحظ - لن يستغرق وقتًا طويلاً." وقال ناقد آخر في مراجعة لـ Speechless (1994): "لقد تطور السيد ريف بهدوء إلى ممثل شخصيات متعدد الاستخدامات... إنها مسألة وقت فقط قبل أن يتم 'إعادة اكتشاف' والاحتفال به رسمياً، مثل جون ترافولتا في Pulp Fiction." اعتبر ريف أن The Rose and the Jackal، وMorning Glory، وThe Sea Wolf من أفضل أعماله.
في عام 1994، قام ريف بقراءة رسائل حب في ويليامزتاون، وظهر أيضًا كراوٍ في نسخة حفلة موسيقية من المسرحية الموسيقية أليغرو في مركز مدينة نيويورك. أصبحت هذه آخر عروضه المسرحية.
في عام 1995، قام ريف ببطولة فيلم جون كاربنتر قرية الملعونين، وهو إعادة إنتاج للفيلم البريطاني عام 1960 الذي يحمل نفس الاسم. كلا الفيلمين كانا مستندين إلى رواية الوقواق في ميدويتش لعام 1957 من تأليف جون ويندهام. بالنسبة لكاربنتر، كان الفيلم التزامًا عقديًا، لكنه قال "أن هناك أداءً جيدًا جدًا من كريستوفر ريف، لذلك هناك بعض القيمة فيه." كان قرية الملعونين آخر فيلم روائي طويل لريف يُعرض في دور السينما. قبل الحادث بوقت قصير، لعب ريف دور ضابط شرطة مصاب بالشلل في فيلم إتش بي أو فوق الشبهات. قام بالبحث في مستشفى التأهيل في فان نويس (لوس أنجلوس) "حول كيف سيكون الحال إذا كان الواحد مصابًا بشلل رباعي." حدثت إصابته بعد أقل من أسبوع من عرض الفيلم.
قام ريف بالعديد من الظهورات كضيف في البرامج التلفزيونية: كارول والشركة في عام 1991، الطريق إلى أفونلي وحكايات من القبو في عام 1992. قبل عرضًا للظهور في الطريق إلى أفونلي دون قراءة النص لأن كولين ديوهورست، التي كان قريبًا منها، تحدثت بشكل إيجابي عن البرنامج. وتعتبر حلقته في حكايات من القبو، "ما الطبخ"، واحدة من الأفضل في السلسلة. كما كان أيضًا أحد المتصلين المدعوين من المشاهير في فرايجر (مسلسل) في عام 1993.
قبل إصابته، عُرض على ريف دور البطولة في فيلم Kidnapped عام 1995. كما كان يخطط لإخراج أول فيلم له على الشاشة الكبيرة، وهو كوميديا رومانسية بعنوان Tell Me True. تم إلغاء الخُطَّتين نتيجة لحادث ركوب خيل تركه مشلولاً.
في عام 1996، قام ريف بسرد الفيلم الوثائقي لقناة HBO بدون شفقة: فيلم عن القدرات. فاز الفيلم بجائزة إيمي لأفضل برنامج معلوماتي خاص. ثم مثل دوراً صغيراً في الفيلم خطوة نحو الغد.
في عام 1997، قام ريف بإخراج فيلمه الأول مع HBO بعنوان In the Gloaming مع روبرت شون لينارد، غلين كلوز، ووبي غولدبرغ، بريجيت فوندا، وديفيد ستراثيرن. تم ترشيح الفيلم لخمس جوائز إيمي، بما في ذلك الإخراج المتميز لمسلسل قصير أو خاص، وفاز بأربع جوائز من أصل ستة التي تم ترشيحه لها في جوائز CableACE. قالت دانا، "هناك فرق شاسع في نظرته، وصحته، وشعوره العام بالراحة عندما يعمل في ما يحبه، والذي هو العمل الإبداعي."
في أوائل عام 1998، أقنع ريف مايكل أيزنر، الرئيس التنفيذي لديزني في ذلك الوقت، بإعطاء فترة ذروية لمدة ساعتين على ABC لجمع التبرعات لأبحاث النخاع الشوكي. ركز البرنامج الخاص على قصص ملهمة لأشخاص ذوي إعاقات، بالإضافة إلى عروض لفنانين معاقين. قال ريف، "إن تخصيص ساعتين للإصابة بالنخاع الشوكي على التلفاز في وقت الذروة هو أمر غير مسبوق. أردنا أن نجعلها احتفالاً بالحياة. نظهر الانتصارات التي يمكن أن تحدث."  وقد أعرب العديد من المشاهير عن دعمهم، بمن فيهم روبن ويليامز، توم هانكس، ميريل ستريب، Glenn Close، ستيفي وندر، ويلي نيلسون، جلوريا إستيفان، والعديد من الآخرين. حصل احتفال بالأمل على ترشيح لـ "إيمي" لفئة العرض المتنوع، الموسيقي أو الكوميدي المتميز.
في 25 أبريل 1998، نشرت رندم هاوس السيرة الذاتية لريف بعنوان ما زلت أنا. بقي الكتاب 11 أسبوعًا على قائمة أفضل المبيعات في نيويورك تايمز. وقام ريف بسرد النسخة الصوتية المختصرة التي فازت له بجائزة غرامي لأفضل ألبوم كلامي، وجائزة أودي لأفضل سرد منفرد من قبل الكاتب، وجائزة Earphones من AudioFile. وتم إصدار نسخة الغلاف الورقي مع خاتمة جديدة في العام التالي وأمضت أسبوعين إضافيين على قائمة أفضل المبيعات.
وأيضًا في عام 1998، قام ريف ببطولة والعمل كمنتج تنفيذي لفيلم النافذة الخلفية، وهو إعادة إنتاج لفيلم فيلم 1954. تم ترشيحه لجائزة غولدن غلوب وفاز بجائزة نقابة ممثلي الشاشة عن أدائه.

### العقد الأول من القرن الحادي والعشرين
في عام 2000، ظهر ريف كضيف في سلسلة بي بي إس شارع سمسم. في سبتمبر 2002، نشرت دار راندوم هاوس الكتاب الثاني لريف بعنوان لا شيء مستحيل: تأملات في حياة جديدة. هذا الكتاب أقصر من لا أزال أنا ويركز على وجهات نظر ريف العالمية والتجارب الحياتية التي ساعدت في تشكيلها. أمضى الكتاب ثلاثة أسابيع على قائمة أفضل المبيعات لصحيفة نيويورك تايمز. قام ريف بتسجيل نسخة صوتية بفضلها تلقى ترشيحه الثاني لجائزة جرامي لأفضل ألبوم كلامي.
في عام 2001، بدأ ابن ريف، ماثيو، تصوير سلسلة ثلاثية الأجزاء توضح عملية تعافي ريف ودفاعه عن أبحاث إصابات الحبل الشوكي. الفيلم الأول، الأمل في الحركة، عُرض على ABC في سبتمبر 2002 تحت عنوان خطوات شجاعة. وحصل على ترشيح لجائزة إيمي عن أفضل برنامج غير خيالي. في فبراير 2003، تم بثه على بي بي سي ون تحت عنوانه الأصلي. بعد وفاة ريف في عام 2004، لم يُصنع فيلم ثالث، بينما تم إصدار الأمل في الحركة وتتمته، اختيار الأمل، على أقراص DVD في عام 2007.
في عام 2003، ظهر ريف كضيف في إحدى حلقات ذا براكتيس. قدم معالجة قصة لمبدع العرض، ديفيد إي. كيلي، تتناول قضايا سياسة التأمين الصحي وإجهاد مقدمي الرعاية. أحب كيلي الفكرة وكتب حلقة بناءً عليها.
الظهور التمثيلي الأخير لرييف كان في المسلسل التلفزيوني سمولفيل حيث قام بتجسيد شخصية الدكتور فيرجيل سوان. في 25 فبراير 2003، ظهر في حلقة "روزيتي"، حيث يخبر الدكتور سوان كلارك كنت (توم ويلينغ) عن أصوله. تتضمن مشاهد رييف وويلينغ شارات موسيقية من فيلم سوبرمان لعام 1978، الذي قام بتوزيعها جون ويليامز وبتنسيقها مارك سنو. في نهاية الحلقة، ظهر رييف وويلينغ في مقطع قصير يدعو الناس لدعم مؤسسة كريستوفر رييف للشلل. حققت "روزيتي" تاريخًا جديدًا في نسب المشاهدة لقناة WB. وقد قابل مجتمع المعجبين الحلقة بإشادة واسعة واعتبروها من بين الأفضل في تاريخ المسلسل حتى الآن. كما ظهر رييف في حلقة "الإرث"، حيث اجتمع مع زميله الممثل المسرحي جون غلوفر، الذي جسد شخصية ليونيل لوثر في العرض.
في عام 2004، أخرج ريف الفيلم التابع لقناة A&E قصة بروك إليسون. الفيلم مبني على القصة الحقيقية لبروك إليسون، أول رباعية الشلل تتخرج من جامعة هارفارد. خلال هذا الوقت كان ريف يخرج الفيلم الكرتوني بطل الجميع. كان هذا أحد مشاريعه الحلمية وقد توفي خلال وسط إنتاج الفيلم. ساعدت زوجته دانا، وكان ابنه ويل أحد أفراد الطاقم في الفيلم. دانا و ويل كان لهما أيضًا أدوار صغيرة في قصة بروك إليسون.

### الأدوار التي رفضها ريف
بعد فيلم سوبرمان الأول، أدرك ريف أن منتجي هوليوود يريدونه أن يكون نجماً في أفلام الأكشن. قال لاحقاً، "وجدت أن معظم نصوص هذا النوع من الأفلام غير محكمة البناء، وشعرت أن أدوار البطولة يمكن أن يمثلها بسهولة أي شخص ذو بنية جسمانية قوية." بالإضافة إلى ذلك، لم يشعر أنه مناسب للأفلام الأخرى التي عرضت عليه ورفض أدوار البطولة في العشيق الأمريكي، العالم وفقاً لـغارب، سبلاش، جاذبية قاتلة (فيلم)، مغازلة الحجر، السلاح القاتل، وحرارة الجسد. أوصت هيبورن رييف إلى ديفيد لين لتجسيد دور فليتشر كريستيان في الباونتي (فيلم)، من بطولة أنتوني هوبكنز. بعد التفكير، قرر ريف أنه سيكون اختياره غير مناسب، وتم صنع الفيلم في النهاية مع ميل غيبسون. في التسعينيات، تلقى ريف نصوصاً لمسلسلي أسوار مدببة (مسلسل) وشيكاغو هوب وسألته شبكة CBS إذا كان يريد بدء مسلسله التلفزيوني الخاص. كان هذا سيعني الانتقال إلى لوس أنجلوس، وهو ما لم يرغب في القيام به. فرفض العروض. بعد حادثه، عرض على ريف دور ميسون فيرجر في فيلم هانيبال للمخرج ريدلي سكوت. رفضه عندما علم أن الشخصية كانت مشلولة ومشوهة الوجه ومتحرشاً بالأطفال. ذهبت الدور إلى غاري أولدمان.

## الحياة الشخصية

### العلاقات
كانت أول علاقة رومانسية لـريف عندما كان يبلغ من العمر 16 عامًا مع ممثلة مسرحية كانت تكبره بسبع سنوات. في النهاية، بدأ يشعر أن "هناك شيء ما لم يكن على ما يرام"، وانفصلا.
أثناء تصوير أول فيلمين سوبرمان في إنجلترا، بدأ ريف علاقة لمدة 10 سنوات مع المديرة في مجال عرض الأزياء جا إكستون. في عام 2018، كشفت جين سيمور أن ريف وإكستون قد انفصلا قبل تصوير فيلم مكان ما في الزمن، وخلال الإنتاج، وقع ريف وسيمور في الحب. ومع ذلك، عاد ريف إلى إكستون عند علمه بأنها حامل بابنهما ماثيو إكستون ريف، الذي ولد في 20 ديسمبر 1979. وُلد طفلهما الثاني، ابنتهم ألكسندرا، في 25 نوفمبر 1983. كلاهما وُلدا في لندن. في فبراير 1987، انفصل ريف وإكستون وديًا مع حضانة مشتركة لأطفالهم، وعاد ريف إلى نيويورك. بقي ماثيو وألكسندرا في لندن مع والدتهما وقضيا عطلهما مع ريف. ماثيو، الذي تخرج من جامعة براون في عام 2002، هو كاتب ومخرج ومنتج. تخرجت ألكسندرا من جامعة ييل في عام 2005 وحصلت على دكتوراه في القانون من كلية الحقوق بجامعة كولومبيا في عام 2008. هي محامية ومديرة تنفيذية لمركز الديمقراطية والتكنولوجيا. ابن ألكسندرا سُمي كريستوفر نسبةً إلى والدها.
في يونيو 1987، التقى ريف بزوجته المستقبلية دانا موروسيني، ممثلة ومغنية. بحلول عام 1990، كانا يعيشان معًا ولكن ريف، متذكرًا الطلاق المؤلم لوالديه وزيجات أخرى فاشلة في عائلته، لم يستطع أن يلتزم. بعد أن كادا ينفصلان، بدأ ريف في عام من العلاج، بشكل أساسي للتحدث حول مخاوفه بشأن الزواج. ثم في ليلة أثناء العشاء، قال: "وضعت الشوكة وطلبت منها الزواج مني." تزوجا في أبريل 1992، وويل ريف وُلد في 7 يونيو 1992. تخرج ويل من كلية ميدلبوري في 2014، واعتبارًا من 2025، يعمل مراسلًا لـ إيه بي سي نيوز. بقى كريستوفر و دانا ريف متزوجين حتى وفاة كريستوفر.

### الطيران والإبحار
كان ريف طيارًا مرخصًا وبدأ في تحقيق إنجازات كبيرة في أوائل العشرينات من عمره: خاص، آلات، محركات متعددة، تجاري، مدرب، وطائرة شراعية. في عام 1976، اشترى ريف أول طائرة له، وهي شيروكي 140 مستعملة. بعد حادثه المشلول، تذكر بشغف النوم تحت أجنحتها خلال رحلة فردية عبر كندا. على مر السنين، امتلك A36 بونانزا، بيتشكرافت بارون، شايان II، وطائرة شراعية. طار منفردًا عبر الأطلسي مرتين وكان طيارًا في القوة الجوية البيئية.
عندما كان روبن ويليامز يقوم بتصوير فيلم العالم وفقًا لـغارب، تذكرت غلين كلوز أن ريف كان "يهبط حرفيًا، يقود طائرته الخاصة، يلتقط روبن، وينطلقون بعيدًا لقضاء عطلة نهاية الأسبوع." أثناء تصوير فيلم سوبرمان 3، انضم ريف إلى نادي النمر، وهو مجموعة من الطيارين الذين يقودون الطائرات القديمة دي هافيلاند تايغر موث ذات السطحين. كان ريف يعرف كيفية قيادة طائرة ستيرمان وقام بقيادة الطائرة بنفسه في فيلم الطيار. كما استمتع بـ طيران شراعي؛ وكان رقمه القياسي الشخصي 32،000 قدم.
كان ريف ملاحًا متحمسًا. أثناء تصوير فيلم البوستونيين، كان يعيش على متن قاربه سوان 40، شانديل، وكان يأخذ طاقم التمثيل والفريق للإبحار في عطلات نهاية الأسبوع. في عام 1989، باع شانديل واشترى قارب شراعي مفرد الصارية، كامبريا 46، والذي أطلق عليه اسم الملاك البحري. وفقاً لشركة ديفيد والترز لليخوت، "عندما جاء كريس ريف لبناء كامبريا، لم يكن يرغب في نموذج مزدوج الدخول 44. تم بناء قالب سطح جديد بدخول مفرد، وتم تخصيصه كطراز جديد 46."
أبحر في الكاريبي وإلى برمودا عدة مرات. كان ساحل إنجلترا الجديدة يعرفه بشكل أفضل، حيث أبحر "في جميع أنحاء الشرق، ونوفا سكوشيا، وماين." كانت موانئه المفضلة هي نانتوكيت، يارموث، وكريسماس كوف في ماين.

### الفروسية والإصابة
بدأ ريف مشاركته في ركوب الخيل في عام 1985 بعد أن تعلم الركوب من أجل فيلم آنا كارنينا. كان يعاني من حساسية تجاه الخيول في البداية، لذا تناول مضاد الهستامينات. تدرب في مارثا فينيارد، وبحلول عام 1989، بدأ في بطولات فروسية ثلاثية. وسرعان ما اختفت حساسيته.
رييف اشترى حصان خيول ثوروبريد أمريكي يبلغ من العمر 12 عامًا يُدعى Eastern Express، لقبه "Buck"، أثناء تصوير فيلم Village of the Damned. تدرب مع Buck في عام 1994 وكان يخطط للقيام بأحداث المستوى التدريبي في عام 1995 والانتقال إلى المستوى التمهيدي في عام 1996. على الرغم من أن رييف كان قد سجل سابقًا للتنافس في حدث في فيرمونت، إلا أن مدربه دعاه للذهاب إلى نهائيات رابطة ترويض الخيول والمزدوجة للكومنولث في مركز الكومنولث بارك للفروسية في كولبيبر (فيرجينيا). أنهى رييف في المركز الرابع من بين 27 في ترويض الخيول، قبل التجول عبر مسار السباق عبر البلاد. كان قلقًا بشأن القفزات 16 و17 لكنه لم يولِ اهتمامًا كبيرًا للقفزة الثالثة، التي كانت سياجًا روتينيًا بارتفاع متر على شكل حرف "W".
في 27 مايو 1995، رفض حصان ريف القفز. قال الشهود إن الحصان بدأ في القفز فوق الحاجز الثالث وتوقف فجأة. سقط ريف إلى الأمام عن الحصان، متمسكًا بالعنان (فرس)ين. تشابكت يديه فيهما، وتم سحب لجام والشكيمة من الحصان. هبط على رأسه في الجانب البعيد من الحاجز، مما أدى إلى تحطم الفقرات الأولى والثانية. الإصابة الالرقبية في النخاع الشوكي التي نتجت شلته من العنق إلى الأسفل وأوقفت تنفسه. وصل المسعفون بعد ثلاث دقائق واتخذوا إجراءات فورية لإدخال الهواء إلى رئتيه. تم نقله أولاً إلى المستشفى المحلي، قبل أن يُنقل بالطائرة العمودية إلى جامعة فيرجينيا المركز الطبي. لم تكن لديه أي ذكرى عن الحادث.

### الاستشفاء
بعد خمسة أيام كان فيها ريف تحت تأثير الأدوية بشكل مكثف والهذيان، استعاد وعيه الكامل. أوضح له طبيبه أن الفقرة العنقية الأولى والثانية قد تضررتا وأن حبله الشوكي قد تضرر. لقد كان مشلولًا من الرقبة إلى الأسفل وغير قادر على التنفس بدون جهاز تنفس اصطناعي.
الأفكار الأولى لريف عند إبلاغه بخطورة إصابته كانت أنه قد دمر حياته، وسيكون عبئًا على أسرته، وربما سيكون من الأفضل أن "ينزلق بعيدًا". لقد حرك شفتيه لزوجته دانا قائلاً: "ربما يجب أن تدعوني أذهب." فردت عليه بدموع: "سأدعم أي شيء تريد القيام به، لأن هذه حياتك وقرارك. ولكن أريدك أن تعرف أنني سأكون معك على المدى الطويل، مهما كان الأمر. أنت ما زلت أنت. وأنا أحبك."  في ما ستصفه لاحقًا بأنه "حيلة بيع"، أخبرته أيضًا أنه إذا كان لا يزال يرغب في الموت بعد عامين، يمكنهم إعادة النظر في السؤال.
بعد هذه المحادثة وزيارات أطفاله التي رأى من خلالها كم كانوا بحاجة إليه، وافق ريف على الجراحة والعلاج المنقذ للحياة من ذات الرئة. لم يفكر أبدًا في موت رحيم كخيار مرة أخرى.
عانى ريف من معاناة داخلية في وحدة العناية المركزة، خاصة عندما كان وحيداً خلال الليل. وكانت عمليته القادمة لتثبيت عموده الفقري في يونيو 1995 "التفكير فيها مخيف. ... كنت أعرف بالفعل أن لدي فرصة خمسين بالمئة فقط للنجاة من الجراحة. ... ثم، في لحظة خاصة بالغة القتامة، اندفع الباب ليفتح بسرعة ودخل زميل قصير القامة يرتدي قبعة جراحية زرقاء وعباءة جراحية صفراء ونظارات، متحدثًا بلكنة روسية. وأعلن أنه كان طبيبي الشخصي، وأنه يجب عليه فحصي فوراً." كان هذا ويليامز، يعيد تجسيد شخصيته من فيلم تسعة أشهر. "لأول مرة منذ الحادث، ضحكت. لقد ساعدني صديقي القديم على إدراك أنني سأكون بخير." بالإضافة إلى زيارات الأصدقاء والعائلة، تلقى ريف أكثر من 400،000 رسالة من جميع أنحاء العالم، والتي كانت تعطيه راحة كبيرة خلال فترة شفائه.
أجرى جون أ. جين عملية جراحية لإصلاح فقرات فقرة الرقبة لـريف. وضع أسلاكاً تحت كلا الصفيحتين واستخدم عظمًا من ورك ريف ليلائم بين الفقرات C1 وC2. أدخل دبوس تيتانيوم وصهر الأسلاك مع الفقرات، ثم قام بثقب ثقوب في جمجمة ريف وأدخل الأسلاك لتأمين الجمجمة مع عمود فقري. للوصول إلى الحبل، كان على الجراح أن يقطع وتر (تشريح) في الجانب الأيمن من رقبة ريف، مما أصبح أقصر وأقل مرونة نتيجة لذلك، مما تسبب في ميلان رأسه قليلاً إلى اليمين.

### إعادة التأهيل
بعد شهر في المستشفى، قضى ريف ستة أشهر في مركز كسلر لإعادة التأهيل في ويست أورنج، لمواصلة التعافي وتعلم مهارات مثل تشغيل كرسيه المتحرك الكهربائي عن طريق النفخ في قشة. في سيرته الذاتية لا أزال أنا، وصف كيف أنه لم يرغب في البداية بمواجهة واقع إعاقته. الاعتداد بالجلوس مربوطًا بكرسي متحرك أو أخذ دش كان في البداية أمرًا مخيفًا. طوّر ريف محبة عميقة للعديد من الموظفين في كسلر، ومن خلال المحادثات مع المرضى الآخرين بدأ ببطء يرى نفسه كجزء من مجتمع المعاقين.
لأول بضعة أشهر بعد الحادث، اعتمد ريف على جهاز تنفس، والذي كان متصلاً بعنقه من خلال أنبوب الرغامى، لكل نفس. ومع العلاج والممارسة، طور القدرة على التنفس بنفسه لمدة تصل إلى 90 دقيقة في المرة الواحدة.
في المنزل، كان ريف يمارس التمارين لمدة تصل إلى أربع أو خمس ساعات يوميًا، باستخدام آلات تمرين متخصصة لتحفيز عضلاته ومنع ضمور عضلي وهشاشة العظام. كان يعتقد أن العلاج الطبيعي المكثف يمكن أن يجدد جهاز عصبي، وكان يريد أيضًا أن يكون جسمه قويًا بما يكفي لدعم نفسه في حال تم العثور على علاج للشلل.
في عام 2000، بدأ يستعيد القدرة على القيام بحركات صغيرة بأصابعه وأجزاء أخرى من جسده. بحلول عام 2002، كان يمكنه الشعور بوخزة إبرة والإحساس بالحرارة والبرودة في 65% من جسده. كان يمارس التمارين بانتظام في حمام السباحة ويمكنه الانطلاق بقدميه من جانب المسبح وتحريك ذراعيه بشكل "ملاك الثلج". كان لديه أيضًا شعور بـ استقبال الحس العميق، وهو أمر حيوي للتحكم في الحركة. في البداية، تم إعطاء ريف تصنيف A على مقياس ASIA للضعف، مما يُشير إلى عدم وجود وظيفة حركية أو حسية. في عام 2002، تم تغيير تصنيفه إلى C، مما يشير إلى بعض درجة الحركة العضلية والشعور. كان أطباء ريف مندهشين من تحسناته، والتي نسبوها إلى نظامه الرياضي المكثف. تم الإبلاغ عن درجة تعافيه في المجلات العلمية.
في فبراير 2003، أصبح ريف ثالث مريض في الولايات المتحدة يخضع لإجراء تجريبي حيث تم زرع أقطاب كهربائية في الحجاب الحاجز لمساعدته على التنفس دون جهاز تنفس. في السابق، كان يمكنه إدخال الهواء إلى رئتيه باستخدام عضلات الرقبة، مما كان يتطلب الكثير من الجهد. باستخدام جهاز تنشيط الحجاب الحاجز، كان بإمكانه التنفس بشكل طبيعي من خلال أنفه، مما أدى إلى استعادة حاسة الشم والكلام الطبيعي. في البداية، كان الجهاز يسمح له بالتنفس لمدة 15 دقيقة في الساعة، ولكن مع مرور الوقت زادت هذه المدة لتصل إلى 18 ساعة في اليوم. في نوفمبر 2003، ظهر ريف في العلن دون جهاز تنفس لأول مرة منذ حادثه. في عام 2008، تمت الموافقة على الجهاز من قبل إدارة الغذاء والدواء تحت إعفاء الأجهزة الإنسانية، وحصل على الموافقة على التسويق في عام 2023.

### الحياة مع الشلل
في ديسمبر 1995، عاد ريف إلى منزله في بيدفورد، نيويورك. بعد عامين من الحادث، قال ريف إنه "سعيد بكونه على قيد الحياة، ليس بدافع الالتزام تجاه الآخرين، بل لأن الحياة تستحق أن تُعاش." استمر في الحاجة إلى رعاية على مدار الساعة لبقية حياته، مع فريق مناوب من 10 ممرضات وخمسة مساعدين يعملون في منزله.

بعد الحادث، مر ريف بفترة حزن شديد. قرر تدريجيًا الاستفادة القصوى من حياته الجديدة بجدول مزدحم بالنشاطات الحقوقية، أعمال الأفلام، الكتابة والترويج لكتبه، الخطابة العامة، والأبوّة. في عام 1998، قال في مقابلة: 
من يعرف لماذا وقع الحادث؟ الأهم هو ما تقوم به بعد ذلك. هناك فترة من الصدمة، ومن ثم الحزن، مع الارتباك والخسارة. بعد ذلك، لديك خياران. الأول هو النظر من النافذة والتفكك تدريجيًا. والآخر هو التحرك واستخدام جميع مواردك، مهما كانت، للقيام بشيء إيجابي. هذا هو الطريق الذي سلكته. يأتي ذلك بشكل طبيعي لي. أنا شخص تنافسي والآن أنا أتنافس ضد الانحلال. لا أريد أن تهزمني هشاشة العظام أو ضمور العضلات أو الاكتئاب.
 في مقابلة أخرى، قال ريف إنه استند إلى الانضباط الذاتي الذي اكتسبه في سنواته المبكرة في المسرح: 
لا أحد يريد ممثلًا آخر. لقد أصبح عددهم كبير الآن بالفعل. ... الاستمرار في الإيمان بالنفس رغم تلك العقبات هو بالتأكيد إعداد جيد لما أمر به الآن.

### الآراء الدينية
لم يتعرف ريف على أي دين لمعظم حياته. حضر كنيسة زوج أمه المشيخية عندما كان مراهقًا. في عام 1975، استكشف لفترة وجيزة سينتولوجيا لكنه اختار عدم الانضمام. لاحقًا عبر عن نقده للمنظمة.
وصف ريف حفل زفافه في عام 1992 بأنه "الفعل الأول للإيمان". بعد حادثه، اقترح عليه الكثير من المهنئين أن الصلاة ستجعله يشعر بتحسن، لكنه لم يجدها مفيدة. "تساءلت ما الخطب معي"، كتب لاحقاً. "لقد كُسرت رقبتي وأصبحت مشلولا، وربما إلى الأبد، لكني لم أجد الله بعد".

في كتابه عام 2002 لا شيء مستحيل: تأملات في حياة جديدة، قال ريف إنه وزوجته كانا يحضران بانتظام خدمات التوحيدية العالمية، وذلك بدءًا من أواخر الأربعينيات من عمره. في السنوات التي تلت الحادث، بدأ يعتقد تدريجيًا أن:
الروحانية موجودة في الطريقة التي نعيش بها حياتنا اليومية. إنها تعني قضاء الوقت في التفكير في الآخرين. ليس من الصعب تخيل وجود نوع من القوى العليا. نحن لا نحتاج إلى أن نعرف شكلها أو بالضبط أين توجد؛ يكفي فقط أن نحترمها وأن نحاول العيش وفقًا لها... ومع انكشاف هذه الأفكار في عملية تعلم العيش في حياتي الجديدة، لم أكن أعلم أنني كنت أصبح توحيديًا.

## النشاط السياسي
في سن الخامسة عشرة، طور ريف اهتمامًا شديدًا بالقضايا السياسية والاجتماعية. قام بحملة من بيت إلى بيت نيابة عن روبرت كينيدي في عام 1968 وشارك في الاحتجاجات ضد غزو كمبوديا في عام 1970.
بعد إصدار سوبرمان، استخدم ريف شهرته لتمكينه من دعم عدة قضايا خيرية. من خلال مؤسسة ميك أ ويش، زار الأطفال المصابين بأمراض مميتة. انضم إلى مجلس إدارة الجمعية الخيرية العالمية أنقذوا الأطفال. في عام 1979، عمل كمدرب لألعاب القوى في الأولمبياد الخاص.
كان ريف منتقدًا لرئاسة رونالد ريغان. في الثمانينيات، قام بحملة من أجل سيناتور فيرمونت باتريك ليهي وألقى خطبًا في جميع أنحاء الولاية. لقد خدم كعضو في مجلس إدارة صندوق تشارلز ليندبرج، الذي يروج للتقنيات الصديقة للبيئة، وقدم دعمه لقضايا مثل منظمة العفو الدولية، مجلس الدفاع عن الموارد الطبيعية، و People for the American Way. كطيار مع سلاح الطيران البيئي قام بمنح المسؤولين الحكوميين والصحافيين جولات جوية فوق مناطق الأضرار البيئية. في عام 1983، انتُخب ريف لمجلس جمعيّة نقابة الممثلين.

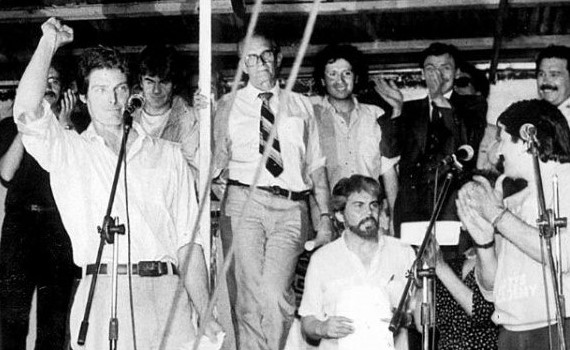
رييف في تجمع الحياة والفن في تشيلي، نوفمبر 1987

 في أواخر عام 1987، في سانتياغو، تشيلي، هدد ديكتاتور البلاد، أوغستو بينوشيه، بإعدام 77 ممثلاً. طلب أرييل دورفمان من رييف المساعدة في إنقاذ حياتهم. طار رييف إلى تشيلي وساعد في قيادة مسيرة احتجاجية. ثم نشرت كاريكاتير في صحيفة يظهر فيه وهو يحمل بينوشيه من ياقة قميصه وعنونت "إلى أين ستأخذه، سوبرمان؟" نظير مساهمته في الاحتجاج، حصل رييف على الصليب الأكبر من نيشان برناردو أوهيغينز، وهي أعلى وسام تشيلي للأجانب. كما حصل على جائزة أوبى وجائزة مؤسسة والتر بريهل السنوية لحقوق الإنسان. في العام التالي، كان رييف من بين النجوم الدوليين لحملة لا في الاستفتاء الرئاسي التشيلي الذي أنهى حكم بينوشيه.
تحدث ريف علنًا ضد مشاريع دونالد ترامب التطويرية في شارع ويست إند في أواخر الثمانينيات. وعرض الفيلم الوثائقي لعام 1991 ترامب: ما الصفقة؟، الذي تم قمعه لسنوات، خطابًا نقديًا لريف حول الموضوع في حدث عام. كما تضمن الفيلم الوثائقي مقابلة ذكر فيها ريف طموحات ترامب على أنها "الحلم الأمريكي الذي انقلب على ذاته"، مضيفًا، "لك المسموح أن تحلم كما تشاء، ولكن إذا كانت أحلامك تطغى على حياة الناس العاديين وتدمر جودة حياتهم وحيهم، فيجب أن يتم إيقافك".
في عام 1993، تم فصل معلم في مدرسة فلوينغ ويلز الثانوية بسبب تنظيمه لمسرحية ذات مواضيع مثلية خلال أسبوع الفنون المدرسي. رداً على ذلك، عقدت منظمة "الشعب من أجل الطريقة الأمريكية" منتدى حول قضية الرقابة في توسان (أريزونا). أجرى ريف وعدة ممثلين آخرين قراءة مرتجلة للمسرحية لاقت استحسان الجمهور. في تمثيل الممثلين خلال المناقشة، تم التشويش عليه من قبل بعض الوالدين، فأجاب قائلاً: "ما أسمعه هذه السيدة تقوله هو أنها تشعر بعدم الارتياح تجاه الأشياء التي لا تشبهها أو تشبه أسلوب حياتها. هذا البلد مؤسس على مبدأ مختلف تماماً، وهو التسامح والتنوع." وصف المعلم المفصول العرض بأنه "تجربة شفائية".
في عام 1989، أسس صديق ريف رون سيلفر التحالف الإبداعي (TCC)، وهي منظمة ليبرالية تهدف إلى تعليم المشاهير كيفية الحديث بمعرفة حول القضايا السياسية. كان ريف عضواً مبكراً في المجموعة، إلى جانب سوزان سارندون، أليك بالدوين، وبليث دانر. تضمنت مبادرات المجموعة قضايا بيئية والدفاع عن الصندوق الوطني للفنون، الذي كان يتعرض لهجوم من الجمهوريين المحافظين الذين اعترضوا على تمويل دافعي الضرائب للفنون التي اعتبروها مسيئة. تم انتخاب ريف كمتشارك في رئاسة TCC في عام 1994. كانوا فعالين في بدء إعادة التدوير في نيويورك، وإقناع السلطة التشريعية للولاية بتخصيص مليار دولار لحماية منطقة مستودعات المياه للمدينة، وإيقاف بناء محطة طاقة فحمية بالقرب من ألباني. ولاحظت الأمة عمل المنظمة، وطلب الحزب الديمقراطي من ريف الترشح للالكونغرس الأمريكي. أجاب قائلاً، "الترشح للكونغرس؟ وفقدان نفوذي في واشنطن؟" في عام 1997، أنشأت TCC جائزة كريستوفر ريف للتعديل الأول.
في عام 1996، بعد 10 أشهر من إصابته، ظهر ريف في حفل توزيع جوائز الأوسكار الثامن والستون لينال تصفيقاً حاراً وطويلاً. استغل المناسبة لحث هوليوود على إنتاج المزيد من الأفلام حول القضايا الاجتماعية، قائلاً: "دعونا نواصل المخاطرة. دعونا نعالج القضايا. في العديد من النواحي يمكن لمجتمع الأفلام لدينا أن يفعل ذلك بشكل أفضل من أي شخص آخر."

### النشاط في مجال الإعاقة
غادر ريف مركز كيسلر لإعادة التأهيل وهو يشعر بالإلهام من المرضى الآخرين الذين التقى بهم. قرر استخدام اسمه للتركيز على إصابات النخاع الشوكي. سافر عبر البلاد لإلقاء الخطابات وأيضًا استضاف الألعاب البارالمبية الصيفية 1996 في أتلانتا وتحدث في المؤتمر الوطني الديمقراطي. من أجل هذه الجهود، تم وضع صورته على غلاف مجلة تايم في 26 أغسطس 1996.
تم انتخاب رييف رئيسًا لجمعية الشلل الأمريكية ونائبًا لرئيس المنظمة الوطنية للإعاقة. مع جوان إيرفين سميث، شارك في تأسيس مركز أبحاث رييف-إيرفين، الذي يعد الآن من بين المراكز الرائدة في العالم في أبحاث إصابات النخاع الشوكي. في عام 1999، تم دمج جمعية الشلل الأمريكية ومؤسسة رييف الخاصة، التي تأسست في عام 1996، في مؤسسة كريستوفر رييف، التي تهدف إلى تسريع البحوث من خلال التمويل واستخدام المنح لتحسين جودة حياة الأشخاص ذوي الإعاقة. حتى الآن، قدمت المؤسسة أكثر من 140 مليون دولار للأبحاث وأكثر من 46 مليون دولار في منح لتحسين جودة الحياة. عمل رييف كعضو مجلس إدارة في عدة منظمات تهدف إلى تحسين جودة الحياة للأشخاص ذوي الإعاقة.
في منتصف التسعينيات، أنشأ ريف منحة كريستوفر ريف للتمثيل، والتي تُمنح لممثل شاب معاق في جوائز الوصول الإعلامي، برعاية مؤسسة ريف. وقد تغير اسم المنحة إلى جائزة كريستوفر ريف للتمثيل في عام 2023.
كانت أول محاولات ريف لتغيير تشريعات الإعاقة من خلال دعم مشروع قانون عام 1997 لرفع الحد الأقصى على مدفوعات التأمين من مليون دولار إلى عشرة ملايين دولار لكل شخص. بالنسبة للأشخاص الذين تعرضوا لإصابات كارثية ولديهم بوليصة تأمين واحدة، فإن حد المليون دولار غالباً ما يدوم لبضع سنوات فقط. قال: "هناك بعض الرؤساء التنفيذيين لشركات التأمين يحصلون على 300 مليون دولار سنوياً كدخل شخصي. هذا أمر شائن. نحتاج إلى جعل شركات التأمين توفر الفوائد التي من المفترض أن تقدمها، ولا ينبغي أن نضطر للقتال من أجل الضروريات." تم رفض مشروع القانون بفارق ضئيل. في عام 1999، دعم قانون تحسين حوافز العمل، الذي يسمح للأشخاص بمواصلة تلقي مزايا الإعاقة بعد عودتهم للعمل. تم تمرير هذا المشروع.

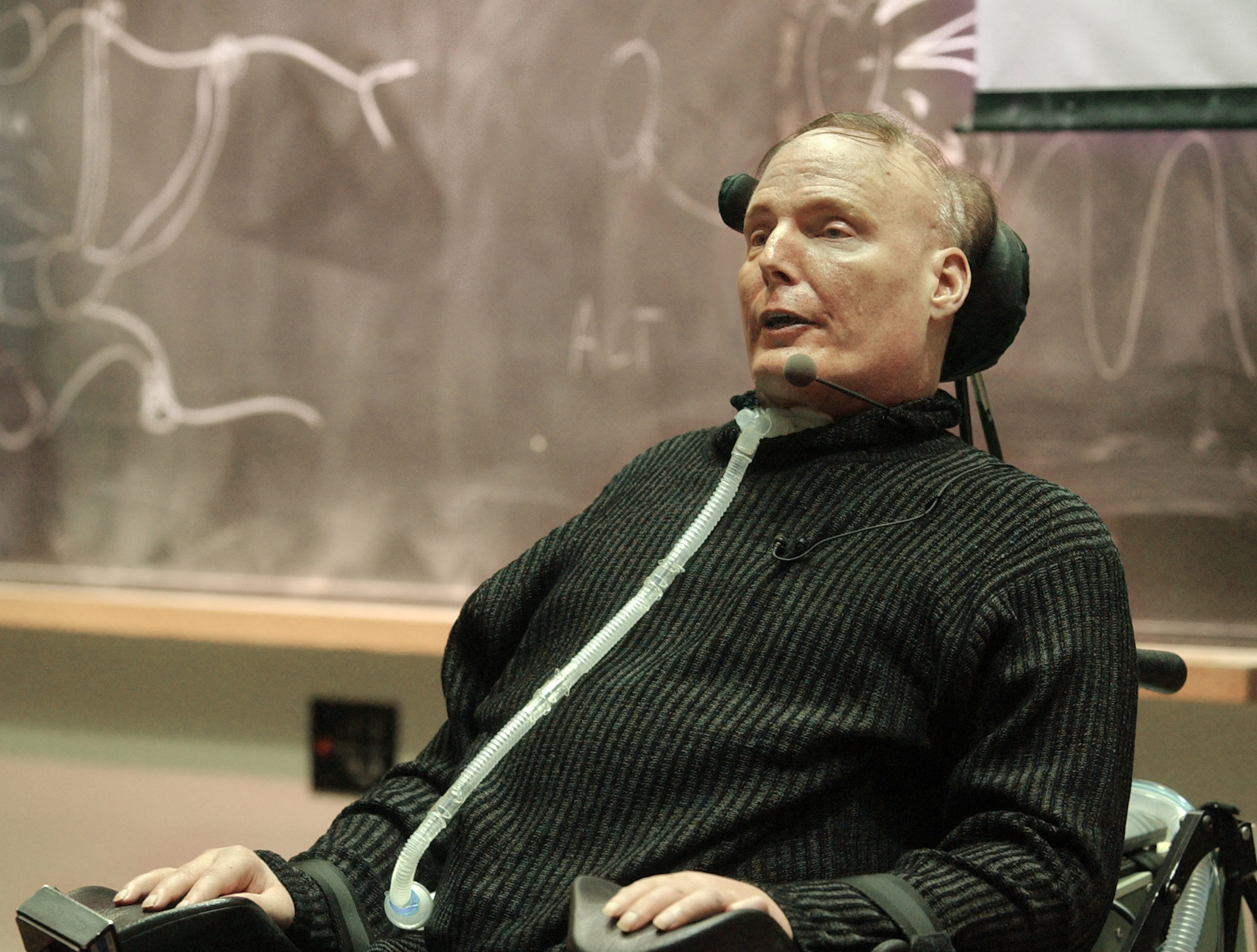
رييف يناقش أبحاث الخلايا الجذعية في مؤتمر في MIT، 2 مارس 2003

 رييف ضغط من أجل توسيع التمويل الفيدرالي لأبحاث الخلايا الجذعية الجنينية ليشمل جميع خطوط الخلايا الجذعية الجنينية الموجودة ومن أجل الحوكمة الذاتية لتمكين البحث العلمي المفتوح حول الأبحاث. الرئيس جورج بوش الابن قيد التمويل الفيدرالي ليشمل فقط الأبحاث على خطوط الخلايا الجذعية الجنينية البشرية التي أُنشئت في أو قبل 9 أغسطس 2001، وهو اليوم الذي أعلن فيه عن سياسته، وخصص حوالي 100 مليون دولار لذلك. في البداية وصف رييف ذلك بأنه "خطوة في الاتجاه الصحيح"، معترفاً بأنه لم يكن يعلم بخطوط الخلايا الجذعية الموجودة وسيقوم بالتحقق منها بشكل أعمق. لقد حارب ضد هذا الحصر عندما كشف العلماء أن تقنية بحث مبكرة تتضمن خلط خلايا الإنسان الجذعية بخلايا الفأر الملوثة معظم الخطوط القديمة.
في عام 2001، حصل ريف على جائزة الخدمة العامة من الجمعية الأمريكية لبيولوجيا الخلية لـ "الخدمة العامة المتميزة في دعم البحوث الطبية الحيوية."
في عام 2002، دعم ريف قانون حظر استنساخ البشر لعام 2001، والذي سيسمح بأبحاث استنساخ علاجي، لكنه سيحظر الاستنساخ الإنجابي. وجادل بأن زراعة الخلايا الجذعية غير آمنة إلا إذا كانت الخلايا الجذعية تحتوي على حمض نووي ريبوزي منقوص الأكسجين الخاص بالمريض ولأن نقل نواة الخلية الجسدية يتم دون تخصيب البويضة، يمكن تنظيمه بشكل كامل. في يونيو 2004، قدم ريف رسالة مسجلة بالفيديو نيابة عن معهد سياسة الجينات إلى مندوبين الأمم المتحدة دفاعًا عن نقل نواة الخلية الجسدية، الذي كان معاهدة عالمية تفكر في حظره. في الأيام الأخيرة من حياته، حث ريف الناخبين في كاليفورنيا على التصويت بنعم على الاقتراح 71، والذي سيؤسس معهد كاليفورنيا للطب التجديدي وسيخصص 3 مليارات دولار من الأموال الحكومية لأبحاث خلية جذعية. تمت الموافقة على الاقتراح 71 بعد أقل من شهر من وفاة ريف.
في يوليو 2003، أدت إحباطات ريف المستمرة من وتيرة أبحاث الخلايا الجذعية في الولايات المتحدة إلى ذهابه إلى إسرائيل، وهي دولة كانت حينها، وفقًا له، في مركز الأبحاث في إصابات الحبل الشوكي. قامت وزارة الخارجية الإسرائيلية بدعوته للبحث عن أفضل علاج لحالته. وأثناء زيارته، وصف ريف التجربة بأنها "امتياز" وقال: "إسرائيل لديها مرافق إعادة تأهيل استباقية جدًا، وكليات طبية ممتازة ومستشفيات تعليمية، وبنية تحتية بحثية من الدرجة الأولى بشكل مطلق." وكان الإسرائيليون متقبلين جدًا لزيارة ريف، واصفين إياه بالإلهام للجميع وحاثينه على عدم التخلي عن الأمل.
في سبتمبر 2003، حصل ريف على جائزة لاسكر للخدمة العامة "تقديراً لدفاعه الدؤوب والبطل في مجال الأبحاث الطبية بشكل عام وضحايا الإعاقة بشكل خاص."
تعليقا على تأثير ريف، قال جيروم جروبمان في عام 2003: "أعتقد أن الأشخاص البارزين أو ذوي الموارد الكبيرة هم الذين يعملون كعوامل محفزة في مجتمعنا. ... لم يكن هناك تمويل كبير لأبحاث النخاع الشوكي قبل إصابة ريف، والآن هو أحد أكثر المجالات سخونة في علم الأعصاب. العلماء يتدفقون للعمل فيه، لأن العلم يتبع المال." عن ريف، قالت جامعة كاليفورنيا في إرفاين، "في السنوات التي تلت إصابته، فعل كريستوفر أكثر لتعزيز البحث في إصابات النخاع الشوكي وغيرها من الاضطرابات العصبية من أي شخص آخر من قبل أو بعده."

## المشاكل الصحية والوفاة
خلال سنوات مراهقته، عانى ريف من نوبات متفرقة من الربو والحساسية. وقد أصيب في أنشطة رياضية مختلفة، مثل كسر في الكاحل أثناء التزلج وكسور في الضلع من حادث ركوب أثناء التدريب على آنا كارينينا. في مركز كيسلر لإعادة التأهيل، اكتشف أنه لم يتعاف تمامًا من الملاريا، التي أصيب بها أثناء البحث عن مواقع تصوير في كينيا في عام 1993.
كان يعاني من حالة نادرة تسمى كثرة الخلايا البدينة، والتي جعلته عرضة لـ صدمة الحساسية، وأكثر من مرة تعرض لـ رد فعل شديد تجاه دواء. أثناء وجوده في كيسلر، جرب دواءً كان يُعتقد أنه يساعد في تقليل الضرر على الحبل الشوكي. تسبب الدواء في دخوله في صدمة حساسية، وتوقف قلبه. وادعى أنه قد تعرض لتجربة الخروج من الجسد وتذكر قوله: "عذراً، لكن يجب علي الذهاب الآن"، خلال الحدث. في سيرته الذاتية، كتب، "ثم غادرت جسدي. كنت على السقف. ... نظرت إلى الأسفل ورأيت جسدي ممددًا على السرير، لا يتحرك، بينما الجميع—كان هناك 15 أو 20 شخصًا، الأطباء، المسعفين، الممرضات—يعملون عليّ. أصبح الضجيج والضوضاء أكثر هدوءًا كما لو أن شخصًا ما كان يدير مستوى الصوت تدريجيًا." بعد تلقيه جرعة كبيرة من الإبينفرين، استيقظ وثبتت حالته في وقت لاحق من تلك الليلة. بعد يومين، جربه مرة أخرى، لكنه تعرض لنفس رد الفعل التحسسي وتم إعطاؤه الإبينفرين على الفور.
في سن 16، أصيب بالثعلبة. بشكل عام، كان قادرًا على تمشيط البقع الصلعاء وغالبًا ما كان يختفي المشكل لفترات طويلة. أصبحت الحالة أكثر وضوحاً بعد أن أصيب بالشلل. تم إعطاؤه دواء لذلك، لكن رد فعل سلبي تسبب في سقوط كل الشعر على جسمه، بما في ذلك حواجبه ورموشه.
خلال عامي 1996 و1997، تم إدخال ريف بشكل متكرر إلى المستشفى بسبب خلل المنعكسات المستقل، ذات الرئة، انخماص الرئة، وجلطتين دمويتين. في إحدى المناسبات، وُضع في الكرسي المتحرك بشكل غير صحيح، مما تسبب في سقوطه وكسر ذراعه اليسرى. تم إدخال قضيب من التيتانيوم داخل عظم عضد لتحقيق استقرار ذراعه. في عام 1997، أصيبت قرحة صغيرة في كاحله الأيسر، وانتشر الالتهاب في العظم. تم تحذيره من أن ساقه قد تحتاج إلى البتر لمنع انتشار العدوى. طلب ريف مساعدة المتخصصين في مركز ألباني الطبي، الذين فحصوا ساقه، وأزالوا الأنسجة الميتة ووضعوه على مضادات حيوية قوية، بالرغم من أنه أصيب بحساسية بعد ثمانية أيام. شفيت ساقه تمامًا بعد بضعة أشهر.
في أوائل أكتوبر 2004، كان يُعالج من قرحة فراش مصابة كانت تسبب إنتان، وهي مضاعفة كان قد تعرض لها عدة مرات من قبل. في 4 أكتوبر 2004، تحدث في معهد إعادة التأهيل في شيكاغو نيابة عن عمل المعهد؛ كانت تلك آخر ظهور عام تم الإبلاغ عنه له. في 9 أكتوبر 2004، حضر ريف لعبة الهوكي الخاصة بابنه ويل. في تلك الليلة، تعرض لسكتة قلبية بعد تلقيه مضاداً حيوياً للعدوى. دخل في غيبوبة، وتم نقله إلى مستشفى نورذرن ويستشستر في ماونت كيسكو (نيويورك). بعد ثمانية عشر ساعة، في 10 أكتوبر، توفي ريف عن عمر يناهز 52 عاماً. لم يتم إجراء تشريح الجثة. ولكن، كانت كلا من زوجة ريف، دانا، وطبيبه، جون ماكدونالد، يعتقدان أن رد فعل سلبي لدواء كان هو السبب في وفاته.
تم حرق رفاته في مقبرة Ferncliff، حيث نُثرت رماده في الرياح بواسطة عائلته. تم عقد خدمة تذكارية لريف في كنيسة التوحيد في ويستبورت (كونيتيكت)، وقد قام بإدارتها فرانك هول. وتم عقد خدمة تذكارية خاصة أخرى في مدرسة جوليارد بعد ذلك بثلاثة أسابيع، حضرها أكثر من 900 شخص، مع متحدثين.

## الإرث

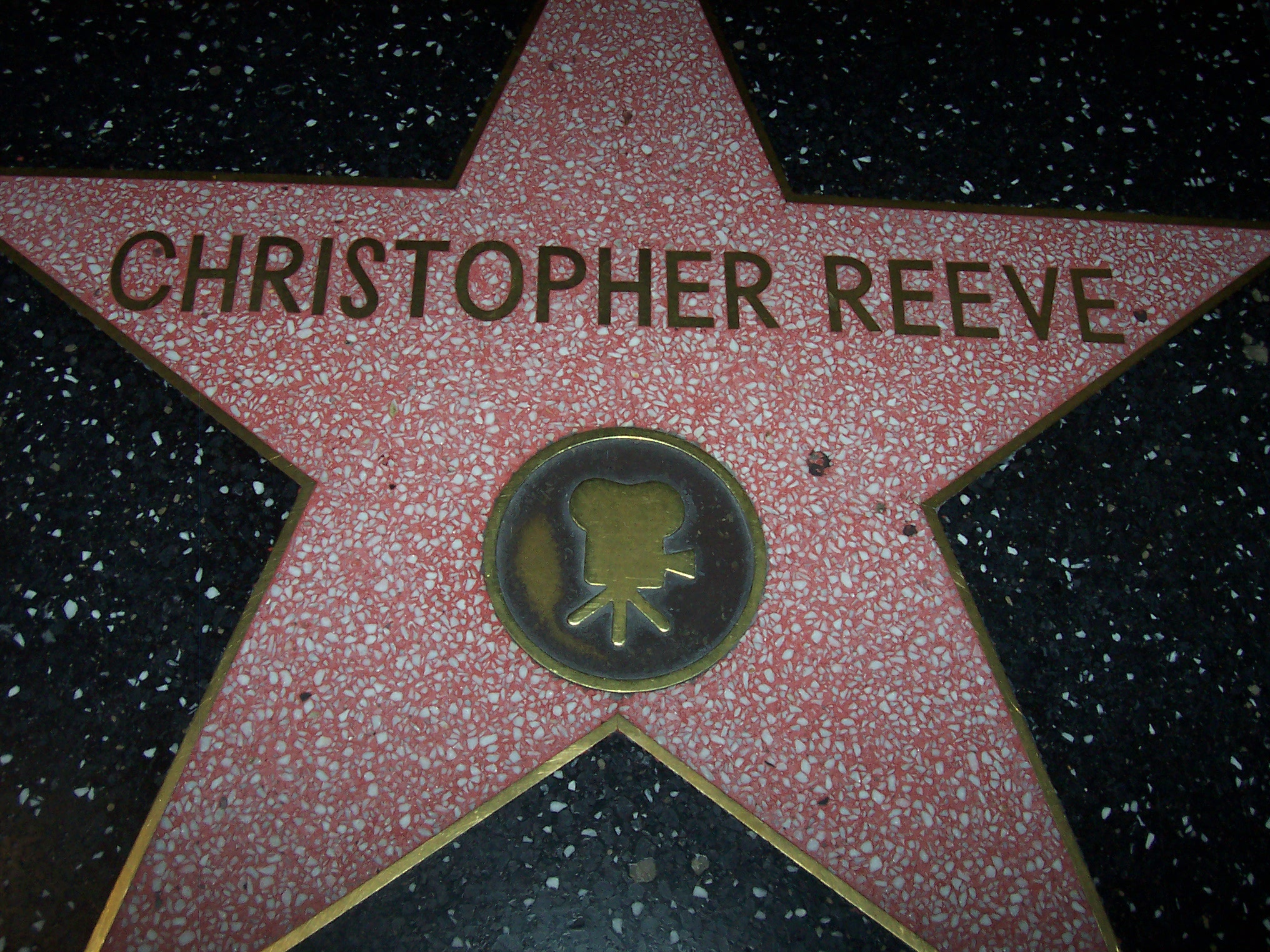
نجمة ريف على ممشى المشاهير في هوليوود

ترأست أرملة ريف، دانا، مؤسسة كريستوفر ريف بعد وفاته. على الرغم من كونها غير مدخنة، تم تشخيصها بسرطان الرئة في 9 أغسطس 2005. توفيت عن عمر 44 عامًا في 6 مارس 2006، وتمت إعادة تسمية المؤسسة لاحقًا بمؤسسة كريستوفر ودانا ريف. جميع أطفال ريف يخدمون في مجلس إدارة المؤسسة.
عقب وفاة ريف، أضافت جمعية علوم الأعصاب اسمه إلى ندوة الساتل الخاصة بها المكرسة لأبحاث الخلايا الجذعية. يُعقد لقاء "المواضيع الساخنة" السنوي باسم كريستوفر ريف في بيولوجيا الخلايا الجذعية تقريبًا كل عام، باستثناء السنوات 2020 و2021 و2024.
في عام 2005، أسست مدرسة برينستون النهارية جائزة كريستوفر ريف '70 للروح الرياضية التي تُمنح خلال دورة هوكي الجليد الودية. في عام 2006، أهدت جامعة كورنيل لافتة لـكريستوفر ريف في مركز شوارتز للفنون الأدائية وأسست منحة كريستوفر ريف '74 التي تقدم الدعم للطلاب المتخصصين في المسرح والسينما والموسيقى واللغة الإنجليزية.
في عام 2005، أعلن مهرجان ويليامزتاون للمسرح، حيث كان ريف غالبًا ما يؤدي خلال مسيرته المهنية، أنه سيبدأ تقليدًا بتخصيص العرض النهائي لكل موسم لذكراه وسيقوم بإنشاء صندوق لدعم الفنانين من ذوي الاحتياجات الخاصة. في عام 2015، أنشأت مكتبة برينستون العامة مجموعة كريستوفر ريف للمسرح والفنون الدرامية التي تتكون من كتب عن التمثيل وكتابة السيناريو والمسرح وصناعة الأفلام ودراسات السينما والموسيقى وبرودواي. كتب ريف هي أيضًا جزء من المجموعة.
من 2004 إلى 2016، منحت مؤسسة قلب أمريكا جائزة كريستوفر ريف، وهي منحة دراسية سنوية ممولة من قبل شركة ميريام-وبستر، إلى "طالب أظهر تعاطفاً ورعاية استثنائية من خلال خدمة مجتمعه." في عام 2018، أنشأت جامعة دريكسيل كلية الطب جائزة وقف كريستوفر ريف "كصندوق للمنح لدعم الأبحاث وتدريب العلماء والأطباء العاملين في مجال أبحاث إصابات الحبل الشوكي والدماغ."
في مارس 2009، وقّع الرئيس باراك أوباما قانون كريستوفر و دانا ريف للشلل الذي يهدف "إلى تعزيز وتطوير البحث حول الشلل وتحسين إعادة التأهيل وجودة الحياة للأشخاص الذين يعيشون مع الشلل وغيرهم من الإعاقات الجسدية."
توجد لوحة بورتريه لريف، من رسم ألكسندر نيولي، ضمن مجموعة المعرض الوطني للصور الشخصية.
في 25 سبتمبر 2021، احتفلت جوجل بعيد ميلاد ريف الـ69 مع جوجل دودل.
عرض فيلم وثائقي عن حياة ريف وما تلا إصابته بعنوان سوبر/مان: قصة كريستوفر ريف في مهرجان صندانس السينمائي في 19 يناير 2024. في الذكرى العشرين لوفاة ريف، أضيء مبنى إمباير ستيت بألوان الأزرق والأصفر والأحمر والبرتقالي تكريماً لعمل المؤسسة والإصدار الواسع للفيلم الوثائقي. في 25 أكتوبر 2024، تم إصدار فيلم وثائقي فرنسي عن ريف بعنوان كريستوفر ريف: الرجل الخارق الأبدي على قناة TCM Cinéma.

## الجوائز والتكريمات
| الجائزة                              | السنة | الفئة                                                        | العمل المرشح                         | النتيجة | مراجع   |
| ------------------------------------ | ----- | ------------------------------------------------------------ | ------------------------------------ | ------- | ------- |
| جوائز الأودي                         | 1999  | ملهمة                                                        | Still Me                             | فوز     | [ 131 ] |
| جوائز الأودي                         | 1999  | رواية منفردة بواسطة المؤلف                                   | Still Me                             | فوز     | [ 131 ] |
| جوائز أوديوفايل                      | 1998  | —                                                            | Still Me                             | فوز     | [ 132 ] |
| جائزة الأكاديمية البريطانية للأفلام  | 1978  | أكثر القادمين الجدد الواعدين في أدوار رئيسية في الأفلام      | سوبرمان                              | فوز     | [ 286 ] |
| جائزة CableACE                       | 1997  | إخراج خاصة درامية أو سلسلة                                   | In the Gloaming                      | رُشِّح     | [ 287 ] |
| جائزة نقابة المخرجين الأمريكيين      | 2004  | الإنجاز الإخراجي المتميز في مسلسلات قصيرة أو أفلام تلفزيونية | قصة بروك إليسون                      | رُشِّح     | [ 288 ] |
| جوائز إيمي                           | 1997  | الإخراج المتميز لمسلسل قصير أو خاص                           | In the Gloaming                      | رُشِّح     | [ 289 ] |
| جوائز إيمي                           | 1997  | خاص إعلامي متميز                                             | Without Pity: A Film About Abilities | فوز     | [ 290 ] |
| جوائز إيمي                           | 1998  | برنامج منوعات أو موسيقى أو كوميديا متميز                     | كريستوفر ريف: احتفال بالأمل          | رُشِّح     | [ 291 ] |
| جوائز إيمي                           | 2003  | برنامج غير خيالي متميز                                       | كريستوفر ريف: خطوات شجاعة            | رُشِّح     | [ 292 ] |
| مهرجان فانتافستيفال                  | 1981  | أفضل ممثل                                                    | مكان ما في الزمن                     | فوز     | [ 293 ] |
| جوائز الغولدن غلوب                   | 1998  | أفضل ممثل – مسلسل قصير أو فيلم تلفزيوني                      | النافذة الخلفية                      | رُشِّح     | [ 294 ] |
| جائزة غرامي                          | 1998  | أفضل ألبوم كلمة متحدثة                                       | Still Me                             | فوز     | [ 135 ] |
| جائزة غرامي                          | 2002  | أفضل ألبوم كلمة متحدثة                                       | Nothing is Impossible                | رُشِّح     | [ 135 ] |
| جائزة جوبتر                          | 1979  | أفضل ممثل دولي                                               | سوبرمان                              | رُشِّح     |         |
| جمعية الفيلم والتلفزيون عبر الإنترنت | 1997  | أفضل إخراج لفيلم أو مسلسل قصير                               | In the Gloaming                      | فوز     | [ 295 ] |
| جائزة زحل                            | 1978  | أفضل ممثل                                                    | سوبرمان                              | رُشِّح     |         |
| جائزة زحل                            | 1980  | أفضل ممثل                                                    | مكان ما في الزمن                     | رُشِّح     |         |
| جائزة زحل                            | 1981  | أفضل ممثل                                                    | سوبرمان 2                            | رُشِّح     |         |
| جائزة زحل                            | 1982  | أفضل ممثل                                                    | مصيدة الموت                          | رُشِّح     | [ 296 ] |
| جائزة زحل                            | 1983  | أفضل ممثل                                                    | سوبرمان 3                            | رُشِّح     |         |
| جائزة نقابة ممثلي الشاشة             | 1998  | الأداء المتميز لممثل ذكر في مسلسل قصير أو فيلم تلفزيوني      | النافذة الخلفية                      | فوز     | [ 297 ] |

### الجوائز الفخرية
| المنظمات                              | السنة | الجائزة                          | النتيجة | مراجع   |
| ------------------------------------- | ----- | -------------------------------- | ------- | ------- |
| جوائز أوبى                            | 1988  | إشارة خاصة                       | مُكرّم    | [ 298 ] |
| مؤسسة والتر برايهل لحقوق الإنسان      | 1988  | —                                | مُكرّم    | [ 229 ] |
| مدرسة برينستون النهارية               | 1990  | جائزة الخريجين                   | مُكرّم    | [ 299 ] |
| مركز الشجاعة                          | 1996  | جائزة الشجاعة الوطنية            | مُكرّم    | [ 300 ] |
| المحاربون القدامى المشلولين في أمريكا | 1996  | وعد التقدم                       | مُكرّم    | [ 301 ] |
| جائزة الفنان الصغير                   | 1996  | جائزة جاكي كوجان                 | مُكرّم    | [ 302 ] |
| ممشى المشاهير في هوليوود              | 1997  | نجم الأفلام العالمية             | مُكرّم    | [ 303 ] |
| مؤسسة مستشفى هيلين هايز               | 1997  | جائزة هيلين هايز ماك آرثر        | مُكرّم    | [ 304 ] |
| رجال العام من جي كيو                  | 1997  | رجل الشجاعة                      | مُكرّم    | [ 305 ] |
| جمعية علوم الأعصاب                    | 2000  | إنجاز خاص                        | مُكرّم    | [ 306 ] |
| مؤسسة قلب أمريكا                      | 2000  | أبطال القلب                      | مُكرّم    | [ 307 ] |
| المؤسسة الوطنية للأمريكيين الإيطاليين | 2001  | أمريكا واحدة                     | مُكرّم    | [ 308 ] |
| الجمعية الأمريكية لبيولوجيا الخلية    | 2001  | جائزة الخدمة العامة              | مُكرّم    | [ 234 ] |
| جوائز لاسكر                           | 2003  | جائزة الخدمة العامة              | مُكرّم    | [ 245 ] |
| جوائز العالم                          | 2003  | جائزة الإنجاز مدى الحياة         | مُكرّم    | [ 309 ] |
| نيشان برناردو أوهيغينز                | 2004  | الصليب الكبير                    | مُكرّم    | [ 210 ] |
| بي إن سي للخدمات المالية              | 2004  | جوائز الكومنولث للخدمات المتميزة | مُكرّم    | [ 310 ] |
| جوائز جول فيرن                        | 2004  | جائزة إنجاز جول فيرن             | مُكرّم    | [ 311 ] |
| أبطال سي إن إن: تحية لكل النجوم       | 2007  | بطل الأبطال                      | مُكرّم    | [ 312 ] |
| قاعة مشاهير نيو جيرسي                 | 2012  | مُدخل                             | مُكرّم    | [ 313 ] |

### درجات فخرية
| المنظمات            | السنة | الجائزة                           | النتيجة | مراجع   |
| ------------------- | ----- | --------------------------------- | ------- | ------- |
| مدرسة جوليارد       | 1997  | دكتوراه فخرية في الفنون الجميلة   | Honored | [ 264 ] |
| كلية طب جامعة بوسطن | 1997  | دكتوراه فخرية في القانون          | Honored | [ 314 ] |
| جامعة بيس           | 1998  | دكتوراه فخرية في الآداب الإنسانية | Honored | [ 315 ] |
| كلية ويليامز        | 1999  | دكتوراه فخرية في الآداب الإنسانية | Honored | [ 316 ] |
| جامعة درو           | 1999  | درجة فخرية                        | Honored | [ 317 ] |
| كلية ميدلبوري       | 2004  | دكتوراه فخرية في الآداب الإنسانية | Honored | [ 318 ] |
| جامعة ستوني بروك    | 2005  | دكتوراه فخرية في الآداب الإنسانية | Honored | [ 319 ] |
| جامعة روتجرز        | 2005  | دكتوراه فخرية في الآداب الإنسانية | Honored | [ 320 ] |

## قائمة المراجع
- ريف، كريستوفر (1998). ما زلت أنا. راندوم هاوس. (ردمك 0-679-45235-4).
- ريف، كريستوفر (2002). لا شيء مستحيل. راندوم هاوس. (ردمك 0-375-50778-7).

## روابط خارجية
- كريستوفر ريف على موقع IMDb (الإنجليزية)
- كريستوفر ريف على موقع الموسوعة البريطانية (الإنجليزية)
- كريستوفر ريف على موقع روتن توميتوز (الإنجليزية)
- كريستوفر ريف على موقع مونزينجر (الألمانية)
- كريستوفر ريف على موقع ألو سيني (الفرنسية)
- كريستوفر ريف على موقع ميوزك برينز (الإنجليزية)
- كريستوفر ريف على موقع تيرنر كلاسيك موفيز (الإنجليزية)
- كريستوفر ريف على موقع أول موفي (الإنجليزية)
- كريستوفر ريف على موقع بوكس أوفيس موجو (الإنجليزية)
- كريستوفر ريف على موقع قاعدة بيانات برودواي على الإنترنت (الإنجليزية)
- قالب:AFI person
- كريستوفر ريف في قاعدة بيانات الأفلام على الإنترنت
- 159333%7C0  كريستوفر ريف في تيرنر كلاسيك موفيز
- كريستوفر ريف في قاعدة بيانات برودواي على الإنترنت
- كريستوفر ريف at the Internet Off-Broadway Database
- "كريستوفر ريف، 'سوبرمان' والمناصر للخلايا الجذعية، يتوفى". نيويورك تايمز. 11 أكتوبر 2004
- مؤسسة كريستوفر ودانا ريف
- رسوم كاريكاتورية سياسية تكريماً لريف
- كريستوفر ريف يقرأ من "اكتشف نفسك" و"الطريق السري"
- مقابلة مع كريستوفر ريف في أرشيف تكساس لصورة الحركة